# Câu lạc bộ bóng đá Công an Thành phố Hồ Chí Minh (2025)
Câu lạc bộ bóng đá Công an Thành phố Hồ Chí Minh (tên ngắn gọn là Công an TP.HCM, CA TP.HCM hoặc CATPHCM) là một câu lạc bộ bóng đá chuyên nghiệp có trụ sở ở Thành phố Hồ Chí Minh, được đặt dưới sự chủ quản của Công an Thành phố Hồ Chí Minh. Câu lạc bộ hiện đang thi đấu tại V.League 1, giải đấu hàng đầu trong hệ thống bóng đá Việt Nam.
Đội bóng này là hậu thân của Câu lạc bộ bóng đá Cảng Sài Gòn, một trong những đội bóng giàu truyền thống nhất của bóng đá Thành phố Hồ Chí Minh trước đây, từng 4 lần vô địch quốc gia 4 lần vô địch giải bóng đá vô địch quốc gia Việt Nam và 2 lần giành Cúp Quốc gia. Đến năm 2025, đội bóng chính thức được chuyển giao về cho ngành Công an Thành phố Hồ Chí Minh, kế thừa phần di sản chuyên môn và bản sắc lịch sử với 1 lần vô địch quốc gia và 2 lần giành Cúp Quốc gia của đội Công an Thành phố Hồ Chí Minh.

## Lịch sử

### Tổng quan về dòng lịch sử của các đội bóng tiền thân
Câu lạc bộ bóng đá Công an Thành phố Hồ Chí Minh hiện tại là kết quả của quá trình phát triển từ hai dòng lịch sử song song của bóng đá TP.HCM: Cảng Sài Gòn (hay CLB TP.HCM) và Công an TP.HCM, hai đội bóng từng là biểu tượng và kình địch một thời của thành phố.
Dòng lịch sử thứ nhất bắt nguồn từ Câu lạc bộ bóng đá Cảng Sài Gòn, thành lập ngay sau ngày đất nước thống nhất năm 1975. Đây là đội bóng gắn liền với Cảng Sài Gòn, từng 5 lần vô địch quốc gia và là niềm tự hào bóng đá miền Nam. Sau nhiều thay đổi, đội bóng mang tên CLB TP.HCM từ năm 2009, được xem là hậu thân của Cảng và tiếp tục đại diện cho bóng đá thành phố trên đấu trường chuyên nghiệp.
Song song đó, dòng lịch sử thứ hai thuộc về Đội bóng đá Công an TP.HCM, được thành lập năm 1979 và thuộc biên chế ngành Công an. Đội bóng này từng vô địch quốc gia năm 1995 và sản sinh nhiều danh thủ nổi bật như Lê Huỳnh Đức, Trần Minh Chiến, Nguyễn Hồng Sơn... Tuy nhiên, đến năm 2002, đội bóng này giải thể trong bối cảnh tái cơ cấu hệ thống bóng đá chuyên nghiệp.
Tới năm 2025, CLB TP.HCM chính thức được UBND TP.HCM chuyển giao về cho ngành Công an Thành phố, đồng thời đổi tên thành CLB Công an TP.HCM. Việc chuyển giao này đánh dấu một bước ngoặt, hợp nhất hai dòng lịch sử từng tồn tại song song, giúp đội bóng hiện tại kế thừa di sản chuyên môn và bản sắc của cả Cảng Sài Gòn lẫn Công an TP.HCM, trở thành biểu tượng mới của bóng đá thành phố mang tên Bác.
| CLB Cảng Sài Gòn (1975–2009) | CLB Cảng Sài Gòn (1975–2009) |  |  |  |  | Đội Công an TP.HCM (1979–2002) | Đội Công an TP.HCM (1979–2002) |  |
|                              |                              |  |  |  |  |                                |                                |  |
| CLB TP.HCM (2009–2025)       |                              |  |  |  |  |                                |                                |  |
|                              |                              |  |  |  |  |                                |                                |  |
|                              |                              |  |  |  |  |                                |                                |  |
|                              |                              |  |  |  |  |                                |                                |  |
| CLB Công an TP.HCM (2025)    |                              |  |  |  |  |                                |                                |  |

### Dòng lịch sử của Câu lạc bộ Thành phố Hồ Chí Minh từ 1975 - 2025

#### Trước 1975 và sự thành lập của Đội bóng đá Cảng Sài Gòn
Trước năm 1975, Thương Cảng Sài Gòn (hay Saigon Harbour) có một đội bóng đại diện thi đấu tại Giải Vô địch Miền Nam Việt Nam 1961-62. Đội bóng này cũng đã giành vị trí thứ 4 tại Cúp Miền Nam Việt Nam 1962 sau trận thua 0-2 trước A.J.S (Association Jeunesse Sportive)
Sau năm 1975, Thương Cảng Sài Gòn mang tên mới là Cảng Sài Gòn. Ban lãnh đạo Cảng trong tình hình bề bộn vẫn quan tâm đến đời sống tinh thần của cán bộ, công nhân viên. Anh Nguyễn Thành Sự, vốn là cựu cầu thủ đang làm việc tại Cảng, được giao nhiệm vụ thành lập một đội bóng đá của Cảng. Ngày 1 tháng 11 năm 1975, Đội bóng đá Cảng Sài Gòn chính thức được thành lập.

#### 1975 - 1984: Thời kì đầu của Đội bóng đá Cảng Sài Gòn
Trận cầu giữa Cảng Sài Gòn và Tổng cục Đường sắt diễn ra ngày 7 tháng 11 năm 1976 tại sân vận động Thống Nhất, được gọi là Trận cầu đoàn tụ (ở Việt Nam) hay Trận cầu thống nhất (báo chí nước ngoài). Đây là trận đấu đầu tiên giữa hai đội bóng đại diện hai miền Nam – Bắc sau sự kiện thống nhất đất nước. Cảng Sài Gòn, đội bóng sở hữu nhiều cầu thủ từng khoác áo tuyển Việt Nam Cộng hòa, trong khi Tổng cục Đường sắt là nhà vô địch giải Công đoàn miền Bắc. Trận đấu thu hút hơn 30.000 khán giả, vượt sức chứa sân Thống Nhất. Kết quả, Tổng cục Đường sắt giành chiến thắng 2-0. Sự kiện này đánh dấu bước khởi đầu cho quá trình gắn kết bóng đá hai miền, trước khi Giải VĐQG Việt Nam ra đời năm 1980.
Giải đấu đầu tiên mà đội chính thức tham gia là Giải Cửu Long tổ chức năm 1976. Dưới sự chỉ đạo của huấn luyện viên Nguyễn Thành Sự, đội ngay lập tức giành ngôi Á quân ở giải bóng đá đầu tiên gồm các đội bóng của các tỉnh phía Nam và Thành phố Hồ Chí Minh sau ngày thống nhất. Trong những năm đầu, đội thường sử dụng chiến thuật 4-2-4 với lối đá nhỏ, nhuyễn, hiệu quả, giành được chức vô địch giải A1 thành phố Hồ Chí Minh trong ba năm liên tiếp 1977 - 1978 - 1979. Những buổi không tập bóng đá thì những Tam Lang, Lưu Kim Hoàng, Lê Đình Thăng, Tư Lê, Dương Văn Thà... rải về các phân xưởng của Cảng. Người làm ở tổ bốc xếp, người ở tổ điện, lái tàu... cho đến những năm 80 khi mọi thứ ổn định hơn, đội bóng chỉ lo tập luyện, thi đấu để chuẩn bị cho giải A1 toàn quốc. Đó là giai đoạn mà những thế hệ đầu tiên ươm mầm, tạo sự vững chắc cho thương hiệu Cảng Sài Gòn.
Năm 1980, đội là một trong 10 đại diện cho bóng đá miền Nam được chọn tham dự Giải bóng đá A1 toàn quốc lần thứ I năm 1980 - giải vô địch bóng đá đầu tiên của Việt Nam. Tuy nhiên, do các cầu thủ chủ lực của đội đều đã dần qua thời đỉnh cao phong độ, cùng với sự vượt trội về yếu tố thể lực và ý thức chiến thuật phù hợp, công thủ toàn diện của các đội bóng của các tỉnh phía Bắc khiến đội tuy là đương kim vô địch thành phố Hồ Chí Minh nhưng chỉ xếp hạng 6 chung cuộc tại giải toàn quốc. Lối chơi của đội vì vậy cùng dần hiện đại hóa và chuyển sang sơ đồ 4-3-3. Cuối mùa giải năm đó, danh thủ Phạm Huỳnh Tam Lang nghỉ thi đấu và được cử đi học tại Cộng hòa Dân chủ Đức.

#### 1985 - 2000: Thời kì Phạm Huỳnh Tam Lang và thế hệ vàng của Cảng Sài Gòn

HLV Phạm Huỳnh Tam Lang dẫn dắt đội bóng Cảng Sài Gòn từ 1983 đến 2003

Những năm sau, đội đang trong giai đoạn xây dựng lại lực lượng, mọi việc được đẩy nhanh hơn khi cựu trung vệ Phạm Huỳnh Tam Lang về nước năm 1983 và được đặt vào vị trí huấn luyện viên trưởng. Mọi hoạt động của đội bóng được chấn chỉnh lại. Đội bóng Cảng Sài Gòn đón nhận lứa cầu thủ đầu tiên đến với đội từ năm 1984, đội hình được xem là thế hệ vàng đích thực của đội bóng. Ngoài việc tiếp nhận hàng loạt cầu thủ trẻ, giỏi thuộc các khóa đầu của Trường Năng khiếu nghiệp vụ TP.HCM thì nhiều cầu thủ ở dạng phong trào cũng tìm đến và sau vài ngày được HLV Tam Lang giao cho trợ lý Dương Văn Thà kiểm tra. Từ năm 1984, đội hình của Công nhân Cảng Sài Gòn đã xuất hiện hàng loạt cái tên mà về sau đã làm rạng danh bóng đá TP.HCM bao gồm: Các tiền đạo Phan Hữu Phát, Đặng Trần Chỉnh, Hà Vương Ngầu Nại; Các tiền vệ Nguyễn Thanh Tùng (Tùng Móm), Nguyễn Văn Tám; Các hậu vệ Hồ Văn Tam, Vương Diệu Thành, Võ Hoàng Tân,... Trong năm đó đội đóng góp hai tiền đạo Phan Hữu Phát và Đặng Trần Chỉnh cho đội tuyển Việt Nam tham dự giải SKDA 1984.
Với những sự bổ sung này, đội dần thay máu và trình diễn một diện mạo mới. Sang mùa giải năm 1985, lão tướng "nhạc trưởng" Dương Văn Thà vẫn có tên trong danh sách thi đấu, song chỉ được tung vào sân như lực lượng dự trữ chiến lược trong những thời điểm quyết định. Lối chơi từ sơ đồ chiến thuật 4-3-3, đã chuyển dần sang 1-3-4-2, 1-2-4-3 rồi 1-2-5-2. Ngoài lứa cầu thủ được chuyển về từ Trường Năng khiếu nghiệp vụ vốn có căn cơ, những cầu thủ ở dạng phong trào đến với Cảng Sài Gòn đều được sàng lọc khá gắt gao. Sau 6 năm mong chờ, cuối cùng người hâm mộ bóng đá TP.HCM đã đón nhận danh hiệu vô địch quốc gia đầu tiên vào mùa giải 1986 và đội ghi công đầu không ai khác là Cảng Sài Gòn với sự dẫn dắt của huấn luyện viên Phạm Huỳnh Tam Lang.
Mùa giải năm 1987, đội được bổ sung lứa cầu thủ sẽ làm trụ cột cho đội trong thập niên 1990 như các tiền vệ Võ Hoàng Bửu, Lư Đình Tuấn và thủ môn Nguyễn Hồng Phẩm. Đến năm 1988, Nguyễn Hồng Phẩm chính thức bắt chính cho đội thay cho thủ môn kỳ cựu Lưu Kim Hoàng. Năm 1990 đến lượt Hồ Văn Lợi gia nhập đội. Tiền đạo Hà Vương Ngầu Nại cũng đoạt danh hiệu vua phá lưới Giải vô địch quốc gia năm 1989. Tuy đến, đến khi kết thúc nền bóng đá bao cấp cuối năm 1990, đội vẫn chưa giành được thêm danh hiệu nào ngoài chức vô địch năm 1986.
Cuối thập niên 1980 đến đầu thập niên 1990, khi cơ chế bao cấp bị xóa bỏ, hàng loạt đội bóng phía Bắc hoặc bị xóa sổ hoặc không còn ánh hào quang xưa, thì các đội bóng của Thành phố Hồ Chí Minh, với khẩu hiệu "Đi trước, về trước", thoáng hơn, dám nghĩ, dám làm, đã nhanh chóng thích nghi với môi trường mới và có một số bước tiến nhất định so với các đội kình địch cũ. Ba đội bóng của Thành phố là Hải Quan, Công an Thành phố Hồ Chí Minh và Cảng Sài Gòn trong khoảng thời gian này thay nhau giành được 5 trong tổng số 7 chức vô địch quốc gia đầu tiên của thập niên 1990.
Nhiều cầu thủ của đội trong thời kỳ này được gọi vào Đội tuyển quốc gia Việt Nam gồm thủ môn Nguyễn Hồng Phẩm, các tiền đạo Hà Vương Ngầu Nại, Lư Đình Tuấn rồi sau đó là Nguyễn Minh Phụng, Trần Quan Huy, Nguyễn Phúc Nguyên Chương, Hồ Văn Lợi, Huỳnh Hồng Sơn.
Mùa giải 1991, đội bóng công nhân Cảng đã giành ngôi đầu bảng của giai đoạn 1 với 8 chiến thắng, 3 trận hoà và 1 trận thua, giúp có được chiếc vé vào vòng tứ kết gặp Công an Thành phố Hồ Chí Minh. Đội đã xuất sắc đánh bại đội bóng cùng thành phố với tỉ số 3-1 chung cuộc sau hai lượt trận. Tuy nhiên, Công nhân Cảng Sài Gòn đã thất bại trước Quảng Nam – Đà Nẵng trong trận bán kết với tỉ số 2-1, cùng đồng hạng ba với Công An Hải Phòng.
Ở Cúp Quốc gia 1992, Cảng Sài Gòn và Thể Công hòa nhau với tỉ số 1-1 sau 90 phút thi đấu chính thức của trận chung kết, buộc phải phân định thắng thua bằng loạt sút luân lưu. Cảng Sài Gòn đã giành chiến thắng với tỉ số 5-4 trong loạt sút này, qua đó vượt qua tượng đài Thể Công để trở thành nhà vô địch đầu tiên của Cúp Quốc gia Việt Nam, có cơ hội tham gia Cúp C2 châu Á 1993.
Trong mùa giải 1993-1994, Cảng Sài Gòn đã thể hiện phong độ ấn tượng trong suốt mùa giải, đặc biệt là ở vòng bán kết và chung kết. Mở đầu giai đoạn 1, đội bóng đã xuất sắc xếp vị trí đầu bảng B với 4 chiến thắng, 2 hoà và 1 thua. Đến giai đoạn 2, với cả ba chiến thắng trước lần lượt Công an Thành phố Hồ Chí Minh, Hải Quan và Đồng Tháp đã đưa Cảng Sài Gòn tiếp tục đầu bảng và giành chiếc vé bán kết gặp CLB Quân Đội. Với chiến thắng tối thiểu 1-0, Cảng Sài Gòn chính thức gặp lại đội bóng cùng thành phố là Công an Thành phố Hồ Chí Minh tại chung kết. Trận chung kết derby TP.HCM diễn ra vào ngày 19 tháng 5 năm 1994 tại Sân vận động Thống Nhất. Với lối chơi kỹ thuật và sự phối hợp ăn ý, Cảng Sài Gòn đã giành chiến thắng thuyết phục với tỉ số 2-0, qua đó đăng quang ngôi vô địch quốc gia lần thứ hai sau 8 năm. Còn đấu trường Cúp Quốc gia 1994, Cảng Sài Gòn đã xuất sắc lọt đến trận chung kết nhưng thất bại sít sao 0-1 trước Sông Bé, trở thành Á quân Cúp Quốc gia.
Tại mùa 1995, Cảng Sài Gòn đứng thứ 2 bảng B trong giai đoạn 1, chỉ xếp sau An Giang. Đội bóng công nhân Cảng giành chiến thắng kịch tính trong trận tứ kết với tỉ số 4-3 trong loạt luân lưu trước Đồng Tháp. Một lần nữa trong trận bán kết nhánh thắng, Cảng Sài Gòn chỉ có thể tiếp tục đi tiếp sau khi đánh bại Sông Lam Nghệ An với tỉ số 5-3 trong loạt luân lưu. Kịch tính là vậy, nhưng đội bóng đã phải nhận hai thất bại liên tiếp trong trận chung kết nhánh thắng và nhánh thua trước Công an Thành phố Hồ Chí Minh và Thừa Thiên Huế. Cảng Sài Gòn đứng thứ ba giải đấu.
Bóng đá TP.HCM trở nên hấp dẫn hơn với Cúp Quốc gia 1996, khi chứng kiến trận derby đầu tiên của TP.HCM tại chung kết, cuộc đối đầu giữa Cảng Sài Gòn và Hải Quan. Sự kịch tính và cam go ấy đã thể hiện thông qua tỉ số 0-0 rất bất phân thắng bại, bắt buộc cả hai đến với loạt luân lưu để tìm ra nhà vô địch. Cảng Sài Gòn tuy hay là vậy nhưng đã không thể có được may mắn trước Hải Quan khi đã thất bại với tỉ số 5-6 và trở thành Á quân Cúp Quốc gia lần thứ hai.

Biểu trưng của Đội bóng đá Cảng Sài Gòn năm 1997

Ở mùa giải 1997, đội bóng Cảng Sài Gòn đã thể hiện sự thống trị tại giải đấu cao nhất Việt Nam. Đội luôn duy trì phong độ đầy ổn định trong suốt mùa giải, thể hiện sức mạnh ở cả sân nhà và sân khách. Trong trận đấu quan trọng gặp Hải Quan, những "công nhân" Cảng Sài Gòn đã giành chiến thắng với tỉ số 2-1, củng cố vị trí dẫn đầu bảng xếp hạng. Kết thúc mùa giải, đội đã đứng đầu bảng xếp hạng, chính thức giành chức vô địch quốc gia lần thứ ba trong lịch sử câu lạc bộ, đồng thời giành chiếc vé tham dự Cúp C1 châu Á 1998–99 và Cúp Dunhill 1997. Ở Cúp Quốc gia 1997, Cảng Sài Gòn tiếp tục tái hiện trận chung kết derby TP.HCM lần thứ hai với Hải Quan. Một lần nữa, đội bóng đành phải ngậm ngùi nhận thất bại 3-0, qua đó Cảng Sài Gòn vẫn chưa thể có được danh hiệu này lần nữa kể từ năm 1992.
Chỉ cho đến khi giải Cúp Quốc gia 1999-2000, Cảng Sài Gòn mới thật sự tìm lại với vinh quang thật sự của mình. Đội bóng mở đầu bằng chiến thắng ở vòng 1/16 với tỉ số 5-3 sau hai lượt trận trước Tiền Giang. Cảng Sài Gòn tiếp tục thăng hoa bằng trận đấu lượt về đầy bàn thắng có tỉ số 7-2 sau khi bị Bình Dương cầm hoà 0-0 ở trận lượt đi vòng 1/8. Thể Công, vốn là biểu tượng của bóng đá Việt Nam cũng đã phải đành thất bại hoàn toàn 4-0 tại vòng tứ kết trước Cảng Sài Gòn. Đến vòng bán kết, đội bóng công nhân Cảng giành chiến thắng tối thiểu 1-0 trước Đồng Tháp. Trận derby TP.HCM thêm lần nữa được diễn ra tại chung kết Cúp Quốc gia, tuy nhiên lần này lại cuộc thư hùng giữa Cảng Sài Gòn và Công an Thành phố Hồ Chí Minh. Với sức mạnh đoàn kết cùng niềm tin yêu của người hâm mộ, đội bóng công nhân Cảng đã giành chiến thắng 2-1 trong trận derby, Cảng Sài Gòn chính thức trở thành nhà vô địch Cúp Quốc gia một lần nữa. Với chiến thắng này, đội bóng đã có chiếc vé tham dự Cúp C2 châu Á 2000-01.

#### 2001 - 2009: Cảng Sài Gòn ở V-League, bắt đầu giai đoạn mô hình chuyên nghiệp

Biểu trưng của CLB Cảng Sài Gòn năm 2001

Sau khi giải vô địch bóng đá chuyên nghiệp quốc gia (V-League) được thành lập, đội Cảng Sài Gòn đã chính thức chuyển đổi theo mô hình chuyên nghiệp khi từ đội bóng đá Cảng Sài Gòn trở thành Câu lạc bộ bóng đá Cảng Sài Gòn, theo quyết định số 943/TCTL do ông Vũ Ngọc Sơn, Tổng giám đốc Tổng Công ty Hàng Hải Việt Nam ký ngày 1 tháng 11 năm 2001.
CLB đã giành thêm được một danh hiệu quán quân vào mùa giải 2001-02. Mặc dù vậy, nhiều ý kiến cho rằng chức vô địch thực ra cũng không bộc lộ về một sức mạnh đích thực, mà chỉ là kết quả của quá trình quá độ của nền bóng đá Việt Nam, khi các đội bóng đùn đẩy nhau chiếc cúp, để rồi sau đó mới chứng kiến sự xuất hiện của xu thế mới: bóng đá doanh nghiệp. Điều này khiến Cảng Sài Gòn là đội hy hữu bị xuống hạng ở ngay mùa giải tiếp theo khi đang là nhà đương kim vô địch.
HLV Phạm Huỳnh Tam Lang sau chức vô địch V-League 2001-02 cũng đã không chọn xin về hưu mà tiếp tục "dìu dắt" đội bóng Cảng về đúng vị trí, vì ông biết rõ hơn ai hết chức vô địch V-League 2001-02 là một chiến thắng không xứng đáng. Một danh hiệu vô địch "bay" đến với đội nhờ những tính toán của những đội khác. Phạm Huỳnh Tam Lang cũng đã nói lên sự thật: "Đội Cảng Sài Gòn không xứng đáng vô địch mùa bóng 2001-02". Nhưng rồi HLV Phạm Huỳnh Tam Lang đã chính thức nhận quyết định cho nghỉ hưu từ lãnh đạo Cảng. Kết thúc 28 năm nặng nhiều ân tình với đội bóng Cảng Sài Gòn.

Biểu trưng của CLB Thép Miền Nam - Cảng Sài Gòn năm 2003

Ngày 28 tháng 8 năm 2003, Công ty Cổ phần Bóng đá Thép Miền Nam - Cảng Sài Gòn được thành lập với 3 cổ đông chính là Công ty Thép Miền Nam (72%), Cảng Sài Gòn (25%), Công ty Trách nhiệm hữu hạn Thế Anh (3%), và chính thức trở thành đơn vị chủ quản câu lạc bộ. Mùa bóng 2004, câu lạc bộ đăng ký thi đấu với tên gọi Câu lạc bộ bóng đá Thép Miền Nam - Cảng Sài Gòn, sau đó giành được ngôi vô địch cùng với suất thăng hạng, trở lại thi đấu tại V-League.
Mặc dù là một trong những đội bóng đầu tiên chuyển sang mô hình chuyên nghiệp, nhưng với cách thức tổ chức hoạt động vẫn còn lạc hậu của những người có thẩm quyền, thành tích của đội thường xuyên trồi sụt.

#### 2009: Từ sự suy thoái của Cảng Sài Gòn đến sự chuyển mình với tên gọi mới: Thành phố Hồ Chí Minh
Cuối năm 2008, lãnh đạo Cảng Sài Gòn tuyên bố không còn kinh phí để duy trì đội bóng. Do chỉ còn nhà tài trợ chính là Tổng công ty Thép Việt Nam, lãnh đạo câu lạc bộ đã đưa ra quyết định đổi tên đội bóng để hoạt động theo mô hình chuyên nghiệp, trong đó, biểu trưng và tên hiệu Câu lạc bộ bóng đá Thành phố Hồ Chí Minh được lựa chọn với sự đồng ý chuyển phiên hiệu của đơn vị chủ quản câu lạc bộ này là Công ty TNHH bóng đá Thành phố Hồ Chí Minh của ông Quách Thành Lai, hay còn gọi là bầu Hưng và Liên đoàn bóng đá Thành phố Hồ Chí Minh với giá 15 tỷ đồng đầu tư cho chính câu lạc bộ.

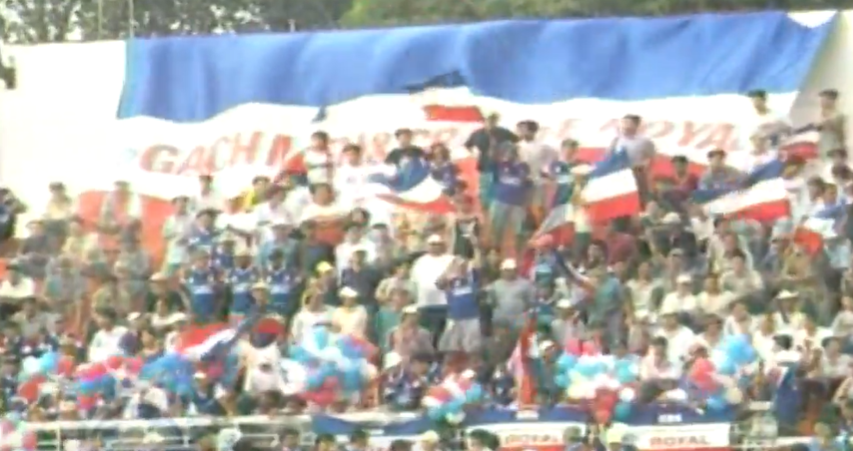
Người hâm mộ của Cảng Sài Gòn trên sân Thống Nhất

Quyết định đổi tên đã gây ít nhiều tiếc nuối và phản đối từ các cổ động viên của đội bóng do luyến tiếc với truyền thống đã gắn liền với cái tên Cảng Sài Gòn. Tuy nhiên, tham vọng của lãnh đạo đội bóng là trở thành câu lạc bộ bóng đá tiêu biểu cho Thành phố Hồ Chí Minh cũng như sự thuận tiện khi thu hút sự trợ giúp từ chính quyền và các doanh nghiệp của thành phố.
Ngày 18 tháng 1 năm 2009, Thép Miền Nam – Cảng Sài Gòn thi đấu trận cuối cùng trước khi chính thức đổi tên thành CLB Bóng đá TP.HCM vào ngày 22 tháng 1. Đội đã vô địch giải giao hữu Cúp Kinh Đô – VinaCapital 2009, nhưng trận đấu khép lại với thất bại 0-4 trước Becamex Bình Dương khi sử dụng nhiều cầu thủ dự bị. Trận đấu cũng chứng kiến hai thẻ đỏ của John và Ngọc Tùng, khiến lễ đăng quang kém trọn vẹn. Việc đổi tên đội bóng gặp phản ứng từ một số cổ động viên, dẫn đến những biểu hiện quá khích, nhưng tình hình nhanh chóng được kiểm soát. Đây là cột mốc khép lại một chương trong lịch sử CLB Cảng Sài Gòn trước khi chuyển sang giai đoạn mới dưới tên gọi CLB TP.HCM. Ngày 22 tháng 1 năm 2009, câu lạc bộ đã chính thức đổi tên thành Câu lạc bộ bóng đá Thành phố Hồ Chí Minh, với nhà tài trợ chính cho đội bóng là Công ty Thép Việt Nam.

#### 2009 - 2012: Giai đoạn suy thoái kế tiếp của Thành phố Hồ Chí Minh

Biểu trưng của CLB TPHCM năm 2009 (mua lại từ biểu trưng của đội bóng ông bầu Quách Thành Lai)

Việc đổi tên đã vấp phải sự phản đối mạnh mẽ của các cổ động viên nơi đây. Hội Cổ động viên Thép Miền Nam - Cảng Sài Gòn từng có khoảng 380 thành viên hoạt động gắn bó với đội bóng. Tuy nhiên, sau khi đội bóng đổi tên, nội bộ hội phân hóa do nhiều người không muốn cổ vũ màu áo mới, theo đa số các cổ động viên thì cái tên "Cảng Sài Gòn" là một tài sản tinh thần và là một thương hiệu rất lớn mang tầm vóc lịch sử. Hậu quả là toàn thể Ban chấp hành Hội Cổ động viên đồng loạt từ chức và giải tán Hội Cổ động viên bóng đá Cảng Sài Gòn. Đây được coi như là sự khẳng định lập trường của người hâm mộ đối với quyết định của lãnh đạo câu lạc bộ. Ảnh hưởng của sự việc này lớn đến nỗi lãnh đạo đội bóng phải đi "thuê" người cổ vũ trên khán đài B sân Thống Nhất. Dù đã nỗ lực kêu gọi, việc duy trì tinh thần cổ vũ không hề dễ dàng. Trước hình ảnh CĐV Hải Phòng đội mưa cổ động cuồng nhiệt suốt trận, nguyên Hội trưởng Hội CĐV Phạm Hồng Hải và các thành viên tâm huyết của hội đã quyết định phải gấp rút tái lập hội với gần 200 người nhằm hỗ trợ CLB TP.HCM, đặc biệt trong giai đoạn đội bóng gặp khó khăn và nguy cơ xuống hạng. Hội CĐV CLB TP.HCM chính thức tái lập vào ngày 17 tháng 5 năm 2009. Dù như vậy, sự ủng hộ nhiệt thành ấy vẫn không thể đổi lại một cái kết đẹp. Ngày 16 tháng 8 năm 2009, CLB TP HCM thất bại 2-3 trước Bình Dương trên sân Thống Nhất, chính thức rớt hạng sau một năm đổi tên từ Thép Miền Nam Cảng Sài Gòn. Trận đấu gây tranh cãi khi TP HCM bị thổi phạt 11m ở phút 82, khiến người hâm mộ bức xúc, tràn xuống sân phản đối trọng tài và yêu cầu giải tán Liên đoàn bóng đá TP HCM. Sau trận, hàng trăm cổ động viên tiếp tục vây xe chở cầu thủ và kêu gọi trả lại tên Cảng Sài Gòn. HLV Lư Đình Tuấn nhận trách nhiệm và thừa nhận đội bóng không đủ sức trụ hạng.

##### Mùa giải 2010
Trước giải Hạng Nhất 2010, CLB TP.HCM đặt mục tiêu thăng hạng V-League nhưng sớm rơi vào khủng hoảng do bất ổn trong công tác quản lý và lực lượng. HLV Đặng Trần Chỉnh rời đội ngay trước giải, trong khi các HLV kế nhiệm như Võ Hoàng Bửu và Nguyễn Phúc Nguyên Chương không thể cải thiện tình hình. Đội bóng đối mặt nguy cơ xuống hạng khi liên tục thất bại và rơi xuống nhóm cuối bảng. Tuy nhiên, từ vòng 19, CLB TP.HCM bất ngờ lội ngược dòng với chuỗi trận ấn tượng, đặc biệt là chiến thắng quan trọng trước Hà Nội ACB và SQC Bình Định, giúp họ trụ hạng thành công. Dù vậy, kết quả này gây tranh cãi khi có nhiều nghi ngờ về trọng tài và động thái buông xuôi của đối thủ. CLB TP.HCM trụ lại tại giải đấu với vị trí thứ 10.
Hành trình trụ hạng của CLB TPHCM mùa 2010 rõ ràng may nhiều hơn hay. Tuy nhiên, trong cuộc đào thoát ấy, có một nhân vật rất đáng quan tâm là GĐĐH Nguyễn Chí Kiên. Dù chỉ xuất hiện từ giữa mùa giải để thay cho Lương Trung Thê, nhưng vị Giám đốc điều hành này đã nhanh chóng nắm bắt tình hình, cũng như có những chỉ đạo quyết đoán trong một số vụ việc, đặc biệt là kích tinh thần cầu thủ trong giai đoạn quyết định bằng những khoản thưởng kịp thời nên đã giữ được "lửa" cho đến ngày cuối. Sau mùa giải, GĐĐH Nguyễn Chí Kiên nhấn mạnh đội bóng cần tái thiết toàn diện để hướng tới mục tiêu cao hơn. Tuy nhiên, tương lai của CLB vẫn gặp nhiều thách thức về tài chính và mô hình quản lý.

##### Mùa giải 2011
Ở mùa giải 2011, CLB TP.HCM đặt chỉ tiêu vào tốp giữa dù chỉ trụ hạng thành công trong trận đấu cuối cùng ở mùa giải trước. Đội bóng có vài thay đổi quan trọng về lực lượng với việc có mặt trung vệ Trần Quốc Anh và cựu tiền đạo tuyển Olympic Phúc Hiệp từ Tiền Giang, cùng với đó là tiền vệ từng khoác áo Becamex Bình Dương ở V.League là Lima (Brazil) và Cokolic (Croatia) - cầu thủ đa năng có thể chơi trung vệ hoặc tiền đạo. Tuy nhiên bản hợp đồng được ban lãnh đạo CLB TP.HCM kỳ vọng đưa đội nhà giành quyền thăng hạng mùa giải 2012 chính là cựu HLV trưởng đội tuyển Brunei - Simunic (Croatia). Sau hơn một tháng rưỡi huấn luyện, HLV Simunic không chỉ giúp các cầu thủ TP.HCM cải thiện nền tảng thể lực mà còn giúp họ tự tin mỗi khi ra sân.
Ngày 20 tháng 1 năm 2011, CLB TP.HCM đã làm lễ xuất quân và ra mắt logo cùng áo đấu mới. Giám đốc điều hành CLB Nguyễn Chí Kiên cho biết:

Biểu trưng của CLB TP.HCM được thay đổi năm 2011

"Sau hai mùa bóng đáng xấu hổ (rớt xuống hạng nhất mùa 2009 và trụ lại hạng nhất 2010 ở trận cuối), chúng tôi đã thiết kế lại logo với hi vọng đem đến một diện mạo mới cho CLB. Logo có hình chiếc khiên tượng trưng cho sự dũng cảm, chiến đấu hết mình của các cầu thủ. Còn hình cầu thủ cách điệu với quả bóng có hướng chuyển động hướng lên trên như thể hiện sự vươn lên của CLB trong thời gian tới". 
Với cam kết hỗ trợ kinh phí ở mức cao nhất, Công ty Thép Việt Nam dự kiến rót khoảng 25 tỉ đồng cho CLB TP.HCM ở mùa giải 2011. Đây cũng là mùa giải mà CLB TP.HCM có sự chuẩn bị tốt nhất cả về lực lượng so với hai mùa giải qua. Phát biểu trong buổi lễ, cựu HLV trưởng đội tuyển Brunei này cho biết mục tiêu của CLB là khởi đầu thật chắc chắn trong giai đoạn 1. Dù đầu tư mạnh mẽ và đặt mục tiêu như thế, nhưng sau khi kết thúc mùa giải hạng Nhất 2011, CLB TP.HCM chỉ cán đích ở vị trí thứ 11, thấp hơn so với mùa giải trước.

##### Mùa giải 2012
Ngày 11 tháng 8 năm 2012, tại giải hạng Nhất 2012, CLB TP.HCM của ông bầu Nguyễn Chí Kiên chỉ có ngân sách gần 9,3 tỉ đồng, bao gồm 5 tỉ từ Sacombank giữa mùa, trong khi đội bóng vẫn nợ hơn 1 tỉ đồng lương cầu thủ, cùng khoảng 4 tỉ đồng tiền lót tay và thưởng từ hai mùa trước. Việc chuyển giao quyền sở hữu từ Thép Miền Nam về Sở Văn hóa - Thể thao và Du lịch TP.HCM gặp nhiều vướng mắc, khiến đội không thể tìm được nhà tài trợ mới trong bối cảnh kinh tế khó khăn.
Tháng 2 năm 2012, Thép Miền Nam rút cổ phần khiến CLB rơi vào khủng hoảng tài chính nghiêm trọng. Đại diện LĐBĐ TP.HCM (HFF) và VPF đã kêu gọi tài trợ nhưng không đủ duy trì hoạt động. Thiếu kinh phí, lực lượng đội bóng suy giảm, cầu thủ bị chi phối tâm lý do nợ lương, khiến thành tích ngày càng đi xuống. HLV Srdan Zivojnov cũng đứng trước khả năng ra đi nếu tình hình không cải thiện. Bầu Kiên với tất cả tâm huyết của mình đã phải gồng gánh từng ngày để giữ đội bóng tồn tại. Ông đã phải nỗ lực khắp nơi để xin từng đồng tài trợ từ các "mạnh thường quân" với hy vọng duy trì hoạt động của đội bóng. Tiền bạc dần cạn kiệt, ông buộc phải vay mượn khắp nơi, cầm cố nhà cửa, thậm chí bán cả xe cộ, chỉ để nuôi hy vọng vực dậy CLB. Thời điểm ấy, bóng đá Việt Nam đang trong giai đoạn sôi động, khi các doanh nghiệp lớn đổ tiền vào thị trường chuyển nhượng cầu thủ. Trong trận đấu cuối cùng trên sân nhà, đã cố gắng hết sức để đánh bại An Giang dù chỉ với vỏn vẹn 15 cầu thủ, đội bóng vẫn đành ngậm ngùi chấp nhận xuống hạng. Một tấm băng rôn xúc động với dòng chữ "Câu lạc bộ TP.HCM chân thành xin lỗi" được treo ngang khán đài B. Nhiều người hâm mộ đã tiếc nuối cho một đội bóng từng là niềm tự hào của Sài Gòn, bởi tiền thân của họ chính là Cảng Sài Gòn. Với mọi nỗ lực, nhưng rồi bầu Kiên vẫn không thể cứu nổi CLB TP.HCM khỏi cơn khủng hoảng. Trong trận đấu cuối cùng ở hạng Nhất 2011, CLB TP.HCM đã để thua với tỉ số 3-1 trước Hà Nội (CLB Sài Gòn năm 2016). Và rồi, đội bóng buộc phải tuyên phố phá sản, rớt hạng xuống hạng Nhì, khép lại thêm một chương buồn trong lịch sử bóng đá thành phố.

#### 2013 - 2016: Tái thiết đội bóng từ hạng Nhì, lộ trình 4 năm trở lại V.League 1

##### Mùa giải 2013
Sau khi bầu Nguyễn Chí Kiên buộc phải tuyên bố phá sản CLB TP.HCM vào năm 2012 vì khó khăn tài chính, đã có những lo ngại rằng đội bóng sẽ bị xóa tên hoàn toàn như Hải Quan, Bưu Điện hay Quân Khu 7, không thể tiếp tục tồn tại nữa. Tuy nhiên, với sự can thiệp từ Liên đoàn Bóng đá TP.HCM (HFF), CLB TP.HCM trên cương vị đội bóng của bầu Kiên, đã được tái thiết cấu trúc lẫn hợp nhất nhân sự từ cầu thủ TP.HCM cũ và đội trẻ TP.HCM lại thành một đội bóng mới, tiếp tục tham gia giải hạng Nhì năm 2013. Đặt mục tiêu trở lại V.League 2 sau một năm và quay lại V.League 1 vào mùa 2017.
Trong mùa giải hạng Nhì 2013, TP.HCM khởi đầu không tốt, nên có nguy cơ không hoàn thành mục tiêu giành quyền lên chơi V.League 2 2014. Vì thế mà sau 4 vòng đấu, HLV Đoàn Minh Xương đã phải nhường ghế thuyền trưởng cho ông Sudesh Singh. Dưới sự dẫn dắt của HLV người Nam Phi, TP.HCM đã thi đấu khởi sắc khi góp mặt ở VCK tranh suất thăng hạng. Sau khi thua Sanna Khánh Hòa 0-1 ở trận play-off thứ nhất, thì vào ngày 22 tháng 7 năm 2013, CLB TP.HCM đã xuất sắc vượt qua Đắk Lắk với tỷ số 1-0 để giành 1 trong 5 suất lên chơi ở V.League 2 2014. Hoàn thành một nửa mục tiêu đề ra.

##### Mùa giải 2014
Để chuẩn bị cho V.League 2 2014, CLB TP.HCM đã bổ sung khá nhiều cầu thủ có kinh nghiệm thi đấu ở V.League 1. Trong số này, đáng chú ý là cựu hậu vệ đội tuyển quốc gia Đoàn Việt Cường, tiền đạo Elenildo De Jesus (Brazil) và tiền vệ nhập tịch Nguyễn Hằng Tcheuko Minh. Cuối mùa giải, CLB TP.HCM xếp vị trí thứ 7 trên bảng xếp hạng.

##### Mùa giải 2015
Ngày 02 tháng 4 năm 2015, CLB TP.HCM tổ chức buổi gặp mặt tại Trung tâm Thể dục Thể thao Thống Nhất để động viên tinh thần toàn đội trước khi tham dự Cúp Quốc gia 2015 và V.League 2 2015. Mùa giải này, đội có nhiều thay đổi về lực lượng, bao gồm sự gia nhập của các cầu thủ từng thi đấu tại V.League 1 như Thanh Vân, Văn Lâm, và Duy An. HLV Phùng Thanh Phương đã tổ chức loạt trận giao hữu nhằm nâng cao kinh nghiệm thi đấu cho cầu thủ và tăng cường sự gắn kết trong đội hình. Kinh phí hoạt động của CLB trong mùa giải là khoảng 10 tỷ đồng, với sự tài trợ từ công ty Thái Sơn Nam. Mục tiêu mà lãnh đạo đội đặt ra là nằm trong ba vị trí dẫn dầu chung cuộc, tạo tiền đề để hướng tới mục tiêu thăng hạng ở mùa giải 2016. Cuối mùa giải 2015, đội bóng hoàn thành chỉ tiêu đề ra với vị trí thứ ba, trở thành bước đệm lớn để trở lại hạng đấu cao nhất - V.League 1.

##### Mùa giải 2016
Đến mùa giải V.League 2 2016, tham vọng lên V.League 1 ngày càng tươi sáng hơn cho đội bóng thành phố mang tên Bác. Với sự đầu tư tài chính mạnh mẽ từ ông Trần Anh Tú, chủ tịch tập đoàn Thái Sơn Nam và lúc đó vẫn giữ chức chủ tịch liên đoàn bóng đá TPHCM, họ đã bổ sung nhiều hợp đồng chất lượng như Đào Nhật Minh (Than Quảng Ninh), Doãn Ngọc Tân (Hải Phòng), Nguyễn Sỹ Nam (SLNA), Hà Đức Chinh (PVF). Kết hợp với những cầu thủ đã chơi cùng nhau nhiều năm như Trần Thanh Bình, Nguyễn Hữu Tuấn, Nguyễn Minh Trung, và Phạm Công Hiển, đồng thời thông qua cuộc vận động âm thầm từ hậu trường đã mời về HLV Lư Đình Tuấn - người đang bị "giam lỏng" ở CLB Đắk Lắk với những rắc rối liên quan đến hợp đồng và tài chính, đã tạo nên "ê-kíp" Đình Tuấn – Thanh Phương và một tập thể đầy mạnh mẽ cho mùa giải này. Ngày 30 tháng 7 năm 2016, CLB TP.HCM đã giành được một điểm quan trọng trước Viettel, chính thức góp mặt ở V.League 1 2017, hoàn thành lộ trình 4 năm trở lại giải đấu hàng đầu Việt Nam.

#### 2017 - 2018: Lê Công Vinh quyền chủ tịch CLB và giai đoạn đầu trở lại V.League 1

Lê Công Vinh nhậm chức quyền chủ tịch CLB TP.HCM năm 2017

##### Mùa giải 2017
Lên hạng, mối lo lớn nhất là tài chính vì đội bóng mới trở lại hạng đấu cao nhất Việt Nam, nên ít doanh nghiệp dám đầu tư do những rủi ro. Mãi đến gần ngày V.League 1 2017 khởi tranh, tập đoàn Vạn Thịnh Phát và Bình Minh mới đứng ra tài trợ. Chiều ngày 5 tháng 1 năm 2017, tại lễ xuất quân của CLB TP.HCM, cựu tiền đạo đội tuyển Việt Nam Lê Công Vinh đã chính thức nhận quyết định từ Hội đồng quản trị Công ty CP bóng đá TP.HCM bổ nhiệm anh giữ chức Quyền chủ tịch CLB TP.HCM.
Tại buổi lễ này, quyền chủ tịch Lê Công Vinh đại diện đội bóng nhận số tiền tài trợ từ các đơn vị lên tới 60 tỷ đồng. Ngoài ra, TP.HCM cũng chính thức ra mắt áo đấu ở mùa giải 2017 do một nhãn hàng thể thao của Nhật Bản Mizuno tài trợ. Quyền chủ tịch Lê Công Vinh cũng cho biết, dù lực lượng CLB TP.HCM được tăng cường mạnh mẽ trong thời gian qua, nhưng do là tân binh của V.League 1 2017 nên CLB TP HCM chỉ đặt mục tiêu trụ hạng thành công ở mùa giải này. Sau khi quay lại giải đấu cao nhất, CLB đã chú trọng hơn trong việc thu hút người hâm mộ đến sân thông qua việc lắng nghe những góp ý của các cổ động viên, nâng cấp sân bãi, khán đài... nhờ đó hình ảnh đội bóng dần được cải thiện trong mắt người hâm mộ.
Tại mùa giải 2017, đánh dấu sự trở lại của CLB TP.HCM tại V.League 1 sau thời gian dài vắng bóng. Trước thềm mùa giải, đội bóng đã có những bước chuẩn bị đáng chú ý, bao gồm việc bổ nhiệm HLV người Pháp Alain Fiard và ký hợp đồng với các cầu thủ kinh nghiệm như Trương Đình Luật và Âu Văn Hoàn. Trong trận mở màn diễn ra vào ngày 8 tháng 1 năm 2017 trên sân Thống Nhất, nơi hơn 8.000 khán giả đã đến cổ vũ cho đội nhà. CLB TP.HCM đã hòa 1-1 với Quảng Nam trong trận đấu này. Cũng trong mùa giải này, CLB TP.HCM đã tham gia hai trận derby TP.HCM với CLB Sài Gòn. Kết quả là mỗi đội giành được một chiến thắng: CLB TP.HCM thắng 1-0 ở lượt đi, trong khi Sài Gòn thắng 3-1 ở lượt về. Dưới sự dẫn dắt của HLV Alain Fiard và quyền chủ tịch Lê Công Vinh, CLB TP.HCM đã có những bước tiến trong việc chuyên nghiệp hóa, như chú trọng hơn trong việc thu hút người hâm mộ đến sân thông qua việc lắng nghe những góp ý của các cổ động viên, nâng cấp sân bãi, khán đài, cải thiện cơ sở vật chất. Kết thúc mùa giải, đội bóng đứng thứ 12 trên bảng xếp hạng. Dù vậy, đội bóng tiếp tục có những thay đổi về ban huấn luyện và chiến lược để cải thiện thành tích trong các mùa giải tiếp theo.

##### Mùa giải 2018
Ngày 5 tháng 1 năm 2018, CLB TP.HCM cho thay đổi biểu trưng mới của đội bóng, theo lời của chủ tịch Lê Công Vinh về nguyên nhân thay đổi:

Biểu trưng của CLB TP.HCM được thay đổi năm 2018

"Chúng tôi chọn hình ảnh tàu chiến trên Logo với ý nghĩa, đầu tiên nói đến TP.HCM người ta nghĩ ngay đến hình ảnh là mũi nhọn tiên phong, là đầu tàu kinh tế của cả nước. Hơn hết trên một tàu chiến thực sự luôn tiến về phía trước và vượt qua sóng gió để có thể cập bến an toàn, chúng tôi muốn dùng ý nghĩa và hình ảnh con tàu chiến này để luôn nhắc nhở rằng các cầu thủ trên con tàu chiến CLB TP.HCM của chúng ta sẽ thi đấu trên sân như một chiến binh thực sự".
Đồng thời, ra mắt tân huấn luyện viên trưởng của Câu lạc bộ bóng đá Thành phố Hồ Chí Minh là ông Miura Toshiya với bản hợp đồng 2 năm. Tại lễ xuất quân, HLV Miura đặt chỉ tiêu lọt vào top 5, thậm chí có mặt trong nhóm ba đội dẫn đầu tại giai đoạn một. Ông cũng muốn xây dựng CLB TP.HCM trở thành một đội bóng mạnh, biểu tượng của địa phương lớn nhất nước và tham dự đấu trường châu Á như AFC Champions League. Tuy nhiên, thực tế tại V.League 1 khác xa với những gì ông thầy người Nhật Bản đặt ra. Các cầu thủ CLB TP.HCM thi đấu thiên về sức mạnh, đá rắn và bị đối thủ phản ứng vì lối chơi bạo lực. Ở chiều ngược lại, CLB TP.HCM cũng nhận nhiều thẻ phạt và chấn thương, ảnh hưởng đến lực lượng. Họ từng trải qua chuỗi 11 trận không thắng và có lúc rơi xuống cuối bảng.
Sau khi Công Vinh ra đi và cựu HLV Hữu Thắng về tiếp quản ghế Chủ tịch, tình hình vẫn không được cải thiện. Đại diện của bóng đá TP.HCM thi đấu ngày càng bết bát và chỉ trụ hạng trước khi mùa giải hạ màn. Đội chủ sân Thống Nhất kết thúc mùa giải 2018 ở vị trí thứ 12 trong tổng số 14 đội. Huấn luyện viên Miura Toshiya ra đi sau một năm chinh chiến không thành công.

#### 2019 - 2020: Thời kì Chung Hae-seong

##### Mùa giải 2019
Trước khi bước vào mùa giải 2019, huấn luyện viên Chung Hae-seong, cựu Giám đốc kĩ thuật của Hoàng Anh Gia Lai, đã được ban lãnh đạo đội bóng đưa về với mục tiêu lọt vào một trong ba vị trí dẫn đầu V.League 1. Nhiều nghi ngờ được đặt ra về năng lực của vị huấn luyện viên này cũng như của đội bóng và không ít người nghĩ về viễn cảnh đua trụ hạng của đội bóng này. Tuy nhiên, mùa giải V.League 1 2019 chứng kiến sự bứt phá của CLB TP.HCM dưới sự dẫn dắt của HLV Chung Hae-soung.
Trong suốt mùa giải 2019, CLB TP.HCM thể hiện lối chơi phòng ngự chặt chẽ và tận dụng hiệu quả cơ hội, với những trận đấu đáng nhớ như chiến thắng 2-1 trước FLC Thanh Hóa ở vòng mở màn hay trận hòa kịch tính 2-2 với Hà Nội ở vòng 18, giữ cuộc đua vô địch căng thẳng đến những vòng cuối. Sự thành công này được hỗ trợ bởi những bản hợp đồng chất lượng như tiền vệ Ngô Hoàng Thịnh, tiền vệ Huỳnh Kesley, hậu vệ Nguyễn Tăng Tiến, hậu vệ cánh Ngô Tùng Quốc, các ngoại binh như tuyển thủ Palestine Matias Jadue, trung vệ Louis Epassi Ewonde (Cameroon), tiền đạo Joel Vinicius (Brazil) và bổ sung lượt về với tiền đạo Victor Mansaray (Hoa Kỳ) cùng tiền đạo Ismahil Akinade (Nigeria), giúp đội bóng duy trì phong độ ổn định.
Đội bóng kết thúc mùa giải ở vị trí thứ hai sớm trước 2 vòng đấu với 45 điểm, gồm 13 chiến thắng, 6 trận hòa và 7 thất bại. Đội ghi được 38 bàn thắng và chỉ để thủng lưới 29 bàn, sở hữu hàng phòng ngự chắc chắn thứ hai giải đấu. Thành tích này giúp đội bóng đứng vững trong top đầu, cạnh tranh quyết liệt ngôi vô địch với CLB Hà Nội đến những vòng đấu cuối cùng. Ngoài ra, TP.HCM cũng vào đến bán kết Cúp Quốc gia 2019, khẳng định sự ổn định ở cả hai đấu trường. Đội dừng chân ở bán kết với trận thua 3-0 với Hà Nội đầy tranh cãi từ các quyết định của trọng tài, đoạt đồng hạng 3 Cúp Quốc gia (cùng với Becamex Bình Dương). Nhìn chung, dù phải cạnh tranh trực tiếp với đương kim vô địch Hà Nội, nhưng đây vẫn là thành tích tốt nhất của đội bóng kể từ khi trở lại V.League 1, đánh dấu sự lột xác hoàn toàn so với vị trí thứ 12 trong mùa giải 2018.

#### Mùa giải 2020
Năm 2020, CLB TP.HCM bước vào mùa giải mới với kỳ vọng lớn khi đầu tư mạnh mẽ vào lực lượng và tham vọng vươn tầm châu lục. Đội bóng không chỉ thi đấu tại V.League 1 2020 và Cúp Quốc gia 2020 mà còn là đại diện Việt Nam tham gia đấu trường khu vực là ASEAN Club Championship 2020 và quốc tế là AFC Cup 2020. Để phục vụ cho tham vọng của mình trong mùa giải mới, CLB TP.HCM đã có sự bổ sung toàn diện ở cả trên băng ghế huấn luyện lẫn lực lượng. Cụ thể, đội chủ sân Thống Nhất đã bổ nhiệm HLV thủ môn Trần Minh Quang, HLV thể lực Javier Luruena Lobo từ Tây Ban Nha và cựu trung vệ ĐT Hàn Quốc Lee Jung-soo vào vị trí trợ lý HLV trưởng. Bên cạnh đó, đoàn quân HLV Chung Hae-soung đã mang về những cái tên đầy chất lượng như thủ môn Bùi Tiến Dũng, tiền vệ Võ Huy Toàn, tiền đạo vua phá lưới giải hạng Nhất Nguyễn Xuân Nam và đáng chú ý nhất chính là ngôi sao Nguyễn Công Phượng được mượn từ CLB Sint-Truidense V.V. Về ngoại binh, đội bóng kết thúc hợp đồng với loạt ngoại binh cũ và làm mới bằng việc chiêu mộ trung vệ Pape Abdoulaye Diakite (Senegal), tiền đạo Amido Baldé (Guinea-Bissau), tiền vệ Seo Yong Duk (Hàn Quốc), cựu tuyển thủ Thuỵ Điển Viktor Prodell (Thụy Điển), sự quay trở lại của tiền đạo Matias Jadue và bản hợp đồng phút chót Alex Lima (Brazil) Với những sự bổ sung này, CLB TP.HCM sẵn sàng cạnh tranh ngôi vô địch V.League 2020.
Mùa giải 2020 đánh dấu sự mở màn bằng trận đấu vòng sơ loại AFC Champions League 2020, CLB TP.HCM thất bại 1-2 trước Buriram United (Thái Lan) với bàn thắng duy nhất của Pape Diakite, nhưng đội bóng vẫn tiếp tục xuống chơi tại AFC Cup 2020. Trên đấu trường AFC Cup, CLB TP.HCM rơi vào bảng F với các đội bóng mạnh từ Đông Nam Á. Đội bóng đã có khởi đầu với trận hòa 2-2 đầy nỗ lực trên sân của Yangon United (Myanmar), chiến thắng 3-2 trước CLB Hougang United (Singapore) và 2-0 trước CLB Lào Toyota (Lào). Nguyễn Công Phượng tỏa sáng rực rỡ, trở thành nhân tố quan trọng trong cả ba trận đấu. Tuy nhiên, ASEAN Club Championship bị hoãn và AFC Cup bị huỷ giữa chừng do đại dịch COVID-19, khiến CLB TP.HCM không thể tiếp tục hành trình khu vực và châu lục. Sau đó, CLB TP.HCM tham gia Siêu cúp bóng đá Quốc gia 2019, đối đầu với ĐKVĐ V.League 1 CLB Hà Nội. Mặc dù thi đấu rất nỗ lực, đội chủ sân Thống Nhất đã để thua tỷ số 1-2 với bàn thắng đẹp mắt của tiền đạo Nguyễn Công Phượng. Ở V.League 2020, đội bóng chủ sân Thống Nhất thể hiện khả năng phòng ngự chắc chắn và lối chơi tấn công sắc bén. CLB TP.HCM có khởi đầu tương đối ấn tượng với các chiến thắng trước Quảng Nam (3-1) và Thanh Hóa (1-0), nhưng rồi giải đấu đã phải tạm dừng bởi dịch COVID-19. Sau trận thua 0–3 trước Hà Nội ở vòng 11 V.League 2020, huấn luyện viên Chung Hae-seong bị điều chuyển làm giám đốc kỹ thuật nhưng không đồng ý và xin rời câu lạc bộ. Tuy nhiên do những bất đồng về thanh lý hợp đồng, huấn luyện viên mới không đến được Việt Nam do dịch bệnh, và ông Chung tiếp tục làm huấn luyện viên đội bóng. Kết thúc giai đoạn 1 V.League 2020, CLB Thành phố Hồ Chí Minh xếp hạng 5 với 20 điểm, kém đội đầu bảng là CLB Sài Gòn 4 điểm, ở giai đoạn 2 được vào nhóm 8 đội dẫn đầu thi đấu tiếp tranh ngôi vô địch.
Để tăng cường và cải thiện chất lượng ngoại binh, CLB TP.HCM đã kết thúc hợp đồng với Amido Baldé và Alex Lima và mang về một trong những thương vụ triệu đô gây tiếng vang lớn lúc bấy giờ bằng sự chiêu mộ hai tuyển thủ người Costa Rica, Ariel Francisco Rodríguez và José Guillermo Ortiz. Với tổng chi phí chuyển nhượng và lương thưởng lên đến hàng triệu USD, cả hai cầu thủ này được kỳ vọng là nhân tố quan trọng giúp CLB TP.HCM vươn xa tại V.League cũng như trên đấu trường quốc tế. Về nội binh, CLB TP.HCM có sự bổ sung bộ ba cầu thủ đến từ Sanna Khánh Hoà là: Lâm Ti Phông, Trần Đình Khương và Phạm Trùm Tỉnh. Đội bóng cũng đã thỏa thuận mượn được Nguyễn Công Phượng đến hết năm từ CLB Hoàng Anh Gia Lai và gia hạn thêm 2 năm đối với trung vệ kỳ cựu Nguyễn Hữu Tuấn.
Đã có những lúc đứng đầu bảng ở lượt đi, nhưng rồi với sự vắng mặt của các trụ cột như Nguyễn Công Phượng và Võ Huy Toàn vì chấn thương cùng màn thể hiện đầy thất vọng của bộ đôi tân binh người Costa Rica, đội bóng ngày càng thể hiện phong độ đầy sa sút, đặc biệt là các trận thua trước Viettel, Hà Nội và Sài Gòn, khiến họ sớm bị loại khỏi cuộc đua vô địch. Ở tại Cúp Quốc Gia 2020, CLB TP.HCM dừng chân tại bán kết với trận thua 1-5 đầy thất vọng trước Hà Nội. Đáng chú ý, sau trận thắng ngược dòng trước Bà Rịa - Vũng Tàu tại vòng tứ kết, đội bóng cũng đã sa thải trung vệ Nguyễn Hữu Tuấn vì tự ý tham gia một giải đấu phong trào ở TP.HCM và dẫn đến chấn thương. HLV Chung Hae-seong dù đã cảnh cáo nhưng trong quá trình điều trị chấn thương, anh vẫn dự một giải phủi khác ở TP.HCM, cùng thời điểm đội bóng thua CLB Hà Nội. Thông tin này đến tai ban huấn luyện và Hữu Tuấn bị cấm tập luyện, sinh hoạt cùng đội bóng. Chủ tịch CLB TP.HCM Nguyễn Hữu Thắng đã có cuộc làm việc riêng với Hữu Tuấn sau những lần vi phạm. Đội bóng quyết định không sử dụng Hữu Tuấn trong phần sau của mùa giải, kết thúc đáng tiếc sau gần 8 năm cống hiến cho đội bóng thành phố mang tên Bác.
Lối chơi của CLB TP.HCM trong mùa giải 2020 bị chỉ trích thiếu sự gắn kết và hiệu quả, dù sở hữu rất nhiều ngôi sao. CLB TP.HCM còn là đội bóng nhận nhiều thẻ phạt nhất giải với 22 thẻ vàng và 1 thẻ đỏ chỉ sau 10 vòng đấu, phản ánh lối chơi quyết liệt nhưng thiếu kiểm soát. Kết thúc mùa giải, CLB TP.HCM cán đích ở vị trí thứ 5, giành được 28 điểm sau 20 trận đấu.

#### 2021 - 2023: Giai đoạn khủng hoảng và cuộc đua trụ hạng ngoạn mục với Vũ Tiến Thành

##### Mùa giải 2021
Trước mùa giải 2021, Ban lãnh đạo đội bóng đã có sự thay đổi về nhân sự cho mục tiêu vô địch V.League 2021. Alexandré Pölking, cựu huấn luyện viên của CLB Bangkok United, đã được ban lãnh đạo chiêu mộ với bản hợp đồng 1 năm cùng mức lương 30.000 USD/tháng. Câu lạc bộ cũng đã chia tay với tiền đạo Nguyễn Công Phượng cùng 2 ngoại binh Costa Rica, thay vào đó họ đã chiêu mộ 3 ngoại binh người Brazil là João Paulo Queiroz de Moraes, Junior Barros và Dário Frederico da Silva. Tháng 12 năm 2020. CLB Thành phố Hồ Chí Minh chiêu mộ thành công tiền vệ Việt kiều Lee Nguyễn với bản hợp đồng có thời hạn 1 năm. Khoác áo CLB TP.HCM ở V.League 2021, Lee Nguyễn đã ghi 5 bàn sau 9 trận ra sân, dẫn đầu danh sách lập công ở CLB. HLV Alexandre Polking đánh giá cao tài năng của Lee Nguyễn và đã luôn xây dựng đội hình xung quanh tiền vệ 36 tuổi này.
Tại vòng 5 giai đoạn 1 V.League 1 2021, câu lạc bộ đã để thua với tỷ số 0–3 trước Hà Nội trong trận đấu mà Ngô Hoàng Thịnh đã phải nhận án phạt rất nặng từ VFF sau cú va chạm gãy chân vào Đỗ Hùng Dũng. Mùa giải 2021 đã bị hủy do COVID-19 nhưng đội bóng vẫn gây thất vọng khi chỉ đứng thứ 11 sau 12 vòng đấu.

##### Mùa giải 2022
Nhằm hướng đến mùa giải 2022, ban lãnh đạo đội bóng đã tiếp tục có các điều chỉnh nhân sự. Cựu tuyển thủ Việt Nam Trần Minh Chiến đã được bổ nhiệm làm huấn luyện viên trưởng của đội thay cho ông Alexandré Pölking (đã trở thành huấn luyện viên đội tuyển quốc gia Thái Lan), cùng với đó là trợ lý Nguyễn Tuấn Phong. Đội bóng cũng đã chia tay các cầu thủ gồm: Junior Barros, Patrick Leonardo, Vũ Quang Nam, Lê Sỹ Minh, thay thế bằng hậu vệ Dương Văn Khoa, tiền đạo Hoàng Vũ Samson và tiền vệ Chu Văn Kiên. Tối ngày 4 tháng 2, tiền vệ 35 tuổi Lee Nguyễn cũng đã thông báo treo giày sau 17 năm thi đấu, để theo nghề HLV. Ngoại binh mới của CLB TP.HCM bao gồm: Bruno Consendey, Mauricio Cordeiro và Brendon Lucas. Câu lạc bộ cũng đã cố gắng chiêu mộ các cầu thủ như Quế Ngọc Hải, Nguyễn Hải Huy, Adriano Schmidt nhưng đều không thành công.
Đội bóng có tới hai lần thay đổi huấn luyện viên trong mùa giải này do thành tích yếu kém. Tại Cúp Quốc gia 2022, CLB TP.HCM đã bị loại từ vòng đầu tiên sau trận thua trước CLB Sài Gòn trong loạt sút luân lưu 11m. Trận đấu kết thúc với tỷ số hòa 1-1 trong thời gian thi đấu chính thức, và CLB Sài Gòn giành chiến thắng 4-3 trong loạt sút luân lưu. Ngay sau trận thua thứ 3 liên tiếp trước Hồng Lĩnh Hà Tĩnh ở vòng 8 V.League 1 2022, HLV Trần Minh Chiến đã xin từ chức ở CLB TP.HCM nhưng không được ban lãnh đạo chấp nhận. Sau 7 trận, CLB TP.HCM chỉ ghi được 3 bàn thắng nên đội bóng đã chiêu mộ bộ đôi tuyển thủ người Jamaica là Daniel Green và Atapharoy Bygrave, thay thế vị trí của 2 ngoại binh tấn công là Bruno Consendey và Mauricio Cordeiro. Sau khi kết thúc giai đoạn 1, huấn luyện viên Trần Minh Chiến chính thức nói lời chia tay đội, nhường ghế cho huấn luyện viên Trương Việt Hoàng, người đã giúp câu lạc bộ Viettel giành chức vô địch V.League 2020. Nhằm giúp khả năng tấn công của đội cải thiện hơn trong cuộc đua trụ hạng sắp tới, CLB TP.HCM bất ngờ mời lại thành công tiền vệ Việt kiều Lee Nguyễn - Người đã giải nghệ hồi đầu mùa để làm trợ lý HLV ở CLB nữ Washington Spirit (Hoa Kỳ), kể từ vòng 12 gặp Hồng Lĩnh Hà Tĩnh. Tuy nhiên, chỉ sau bốn vòng đấu đầu tiên của giai đoạn 2, ông Trương Việt Hoàng cũng đã từ chức do câu lạc bộ chỉ giành được một trận hòa, còn lại là ba thất bại, qua đó rơi xuống vị trí cuối cùng trên bảng xếp hạng.
Sau vòng 17, đội bóng rơi xuống vị trí cuối bảng xếp hạng với chỉ 13 điểm sau 16 trận, đối mặt với nguy cơ xuống hạng rõ rệt. Trước tình hình này, ban lãnh đạo CLB đã quyết định bổ nhiệm HLV Vũ Tiến Thành, người giúp câu lạc bộ Sài Gòn giành vị trí thứ ba tại V.League 2020, làm huấn luyện viên trưởng với hy vọng thay đổi cục diện, giúp câu lạc bộ trụ hạng. Sau khi nhận nhiệm vụ, ông Thành tập trung vào việc giải quyết các vấn đề nội bộ, đặc biệt là "sóng ngầm" giữa các cầu thủ và ban lãnh đạo. Ông nhấn mạnh tầm quan trọng của việc tạo ra một môi trường tập luyện và sinh hoạt tốt cho các cầu thủ, đồng thời đề ra chiến lược rõ ràng cho từng trận đấu. Trong 6 trận tiếp theo, CLB TP.HCM đã có cú lột xác đầy ngoạn mục khi giành được 11 trên 18 điểm tối đa, với 3 chiến thắng, 2 trận hòa và chỉ 1 thất bại trước đội đầu bảng Hà Nội. Mặc dù CLB TP.HCM thất bại nặng nề 0-6 trước Hà Nội ở vòng 20 nhưng với những chiến thắng quan trọng trước Hoàng Anh Gia Lai, Thanh Hóa và đặc biệt là trận thắng 3-0 trước SHB Đà Nẵng, đã giúp đội bóng vươn lên vị trí thứ 10 trên bảng xếp hạng, chính thức trụ hạng sớm 2 vòng đấu. CLB Thành phố Hồ Chí Minh kết thúc mùa giải ở vị trí thứ 9, được xem là một cuộc đua trụ hạng đầy ngoạn mục dưới bàn tay của HLV Vũ Tiến Thành.

Biểu trưng của CLB TP.HCM được thay đổi năm 2023

##### Mùa giải 2023
Chuẩn bị mùa giải 2023, CLB TP.HCM chiêu mộ 2 ngoại binh mới là tiền đạo Alex Bruce (Anh) và trung vệ Jonny Campbell (Hoa Kỳ). Đội cũng giữ lại tiền đạo cánh người Jamaica Daniel Green. Về nội binh, sau khi 10 cái tên quyết định rời đội chủ sân Thống Nhất, bao gồm những gương mặt chủ chốt giúp CLB trụ hạng thành công như Ngô Hoàng Thịnh, Lâm Ti Phông, Brendon Lucas hay Lee Nguyễn. CLB TP.HCM đã mang về những cầu thủ từng có thời gian làm việc với HLV Vũ Tiến Thành như Uông Ngọc Tiến, Dương Văn Trung, Trần Hoàng Phúc, Phạm Hữu Nghĩa, Nguyễn Minh Trung và Lâm Thuận. Ngày 21 tháng 11 năm 2022, CLB TP.HCM tiếp nhận 17 cầu thủ trẻ từ Học viện Nutifood JMG, trong đó có hai cái tên nổi bật là Nguyễn Thanh Khôi và Hoàng Vĩnh Nguyên. Cả hai được bổ sung trực tiếp vào đội một, trong khi 15 cầu thủ còn lại làm nòng cốt cho đội hạng Nhất Bà Rịa - Vũng Tàu.
Đội bóng đã mở đầu mùa giải đầy thất vọng khi nhận 3 trận thua liên tiếp trước Thép Xanh Nam Định, Hải Phòng và Khánh Hoà. Đội bóng đã lập tức thay đổi ngoại binh bằng sự chào đón trở lại tiền đạo Victor Mansaray (Sierre Leone) để thay thế tiền đạo Alex Bruce, người đã có màn thể hiện đầy thất vọng. Ở lượt trận thứ 4, CLB TP.HCM đã đánh bại CLB Becamex Bình Dương với tỷ số 2-1, giúp đội thoát khỏi vị trí cuối bảng. Đến vòng đấu thứ 9, trong trận CLB TP.HCM thua ngược Hồng Lĩnh Hà Tĩnh với tỷ số 3-4, Campbell nhận thẻ đỏ ở hiệp 2 và bị treo giò. Trung vệ người Hoa Kỳ cũng đã bị thanh lý hợp đồng, đội bóng thay thế vị trí bằng sự trở lại của của trung vệ người Brazil, Brendon Lucas. Kết thúc giai đoạn đầu với 2 chiến thắng, 2 hoà và 9 thất bại, CLB TP.HCM đứng ở vị trí thứ 13. Tại vòng loại Cúp Quốc gia 2023, CLB TP.HCM bị loại sau thất bại 0-3 trước Bà Rịa - Vũng Tàu trên chấm luân lưu (hoà 1-1 sau 90 phút). Hoàng Vũ Samson mở tỷ số cho TP.HCM trong hiệp một, nhưng đội khách lại gỡ hoà sau cùng.
Trong kỳ chuyển nhượng giữa mùa, CLB TP.HCM có sự phục vụ của thủ môn Patrik Lê Giang - người đã đóng góp không nhỏ cuộc đua trụ hạng cho đội bóng, đã được câu lạc bộ Công an Hà Nội cho mượn do Filip Nguyễn về Việt Nam theo quy định chỉ đăng ký 1 cầu thủ Việt kiều chưa có quốc tịch Việt Nam, đội bóng cũng mượn Huỳnh Tấn Tài của câu lạc bộ Công an Hà Nội để nuôi hy vọng trụ hạng. 
Đến giai đoạn 2, CLB TP.HCM đã có một cuộc đua trụ hạng đến tận vòng đấu cuối cùng. Ngay sau 4 vòng đấu với 2 chiến thắng và 2 thất bại, trận đấu giữa CLB TP.HCM và Becamex Bình Dương vào cuối mùa giải V.League 2023 đã trở thành một trong những trận đấu đầy toan tính nhất của mùa giải. Đây là trận đấu quyết định số phận của cả hai đội, khi cả TP.HCM và Bình Dương đều đang phải chiến đấu để trụ hạng. Cả hai đội khá rộng cửa để trụ hạng khi Becamex Bình Dương thắng, hòa hoặc thậm chí thua với tỷ số tối thiểu cũng đủ để ghi tên mình ở V.League mùa tới. Còn đội chủ nhà CLB TP.HCM thì thắng hoặc hòa cũng đủ để tự cứu mình thành công trong cuộc đua trụ hạng. Cả hai đội khá rộng cửa để trụ hạng khi Becamex Bình Dương thắng, hòa hoặc thậm chí thua với tỷ số tối thiểu cũng đủ để ghi tên mình ở V.League 1 mùa tới. Còn đội chủ nhà CLB TP.HCM thì thắng hoặc hòa cũng đủ để tự cứu mình thành công trong cuộc đua trụ hạng. Cùng xác định ý nghĩa "sống còn" của trận đấu này nên hai đội chủ yếu tập trung tranh chấp bóng ở khu vực giữa sân và diễn biến trong hiệp đấu có khá ít pha bóng nguy hiểm do đôi bên tạo ra. Cả hai vừa chiến đấu vừa theo dõi tỉ số của trận đấu cách đó gần 440 km tại SVĐ 19 Tháng 8 (Nha Trang), khi đó SHB Đà Nẵng đang dẫn trước 2-0 Khánh Hoà. Trận đấu kết thúc với tỷ số hòa 0-0, cả hai đội vùng Đông Nam Bộ chính thức trụ hạng. SHB Đà Nẵng tuy chiến thắng 3-1 trước Khánh Hoà đành phải ngậm ngùi rời V.League 1. Nhìn chung, mùa giải 2023 là mùa giải tương đối thất vọng khi CLB TP.HCM đã phải nhận tới 32 bàn thua, ghi được 21 bàn thắng do cả hai ngoại binh Victor Mansaray, Daniel Green, cầu thủ nhập tịch Hoàng Vũ Samson và bàn phản lưới nhà của Huỳnh Tấn Sinh của Công an Hà Nội. CLB TP.HCM cũng là đội bóng có số trận thua lẫn chuỗi thua nhiều nhất, hoà ít nhất và lọt lưới nhiều nhất. Cuối mùa giải đội bóng xếp ở vị trí thứ 13, chật vật trụ hạng thành công với 15 điểm.

#### 2023 - 2025: Thời kì Phùng Thanh Phương

##### Mùa giải 2023-24
Trước khi chuẩn bị mùa giải 2023–24 đội bóng đã chia tay nhiều công thần như Victor Mansaray, Daniel Green, Hoàng Vũ Samson, Nguyễn Thanh Thắng, Lê Vương Minh Nhất, Thân Thành Tín, Nguyễn Tăng Tiến, Trần Thanh Bình, Huỳnh Tấn Tài và Dương Văn Trung. Cầu thủ trẻ Hoàng Vĩnh Nguyên được CLB cho đi du học tại Tây Ban Nha trong màu áo của đội B Cádiz CF theo hợp đồng cho mượn ngắn hạn. Đội bóng đã có sự thay thế cầu thủ như Nguyễn Minh Tùng, Nguyễn Hạ Long, Nguyễn Thanh Thảo, cựu tuyển thủ Pháp Paul-Georges Ntep, Cheick Timité, cựu cầu thủ Sầm Ngọc Đức. Đội bóng cũng đã gia hạn hợp đồng thành công những cầu thủ như Patrik Lê Giang (mượn từ Công An Hà Nội), Brendon Lucas, Võ Huy Toàn, Hồ Tuấn Tài, Đào Quốc Gia, Lê Trung Vinh. 
Ở giai đoạn lượt đi, CLB TP.HCM xuất sắc giành chiến thắng đầu tay trước Khánh Hoà, cầm hoà Quảng Nam và thất bại 2-1 trước Thép Xanh Nam Định, đứng vị trí thứ 4. Ngày 21 tháng 11 năm 2023, CLB TP.HCM đã bất ngờ nói lời chia tay HLV Vũ Tiến Thành vì bất đồng quan điểm. Đội bóng dù khởi đầu mùa giải tốt nhưng họ cũng nợ lương nhiều cầu thủ. Hai trợ lý Lê Quang Trãi và Lương Trung Tuấn sau đó cũng đã rời đi, đội đã liên hệ mời Mano Polking, HLV vừa chia tay tuyển Thái Lan, nhưng ông không nhận lời vì lý do gia đình. Đội chủ sân Thống Nhất đã bổ nhiệm Phùng Thanh Phương thay thế ngồi vào chiếc ghế nóng tạm quyền cùng những trợ lý HLV còn lại, gồm các ông Đình Hồng Vinh, Nguyễn Liêm Thanh đảm nhận công tác huấn luyện. Trong ngày Phùng Thành Phương ra mắt người hâm mộ, CLB TP.HCM bị loại ngay từ vòng loại Cúp Quốc gia 2023–24 với trận thua 1-2 trước Bình Dương trên sân Thống Nhất. Với phong độ thi đấu mờ nhạt với chỉ 1 bàn sau 10 trận, Paul-Georges Ntep đã bị CLB thanh lý hợp đồng ngay sau khi vòng 10 khép lại. Chân sút kỳ cựu tại V.League 1 Wander Luiz được bổ sung cho các vòng đấu còn lại. CLB TP.HCM giành được 4 chiến thắng, 2 hoà và 4 thất bại, kết thúc lượt đi với vị trí thứ 7. 
Ngỡ sẽ rơi vào cuộc khủng hoảng lực lượng, nhưng ở phút cuối trước khi kì chuyển nhượng mùa đông đóng cửa, CLB TP.HCM đã đạt được thoả thuận với Công An Hà Nội giữ lại thủ môn Patrick Lê Giang, hậu vệ Sầm Ngọc Đức và cho mượn tiền vệ Bùi Ngọc Long đến hết giai đoạn lượt về. Hoàng Vĩnh Nguyên cũng quay trở lại sau 5 tháng tập luyện tại Cádiz CF. Ngoài các nội binh kể trên, CLB TP.HCM cũng đã đăng ký tiền đạo Santiago Patino (Colombia), nhằm thay cho chân sút Wander Luiz - người chỉ ghi được 1 bàn vào lưới MerryLand Quy Nhơn Bình Định.
Giai đoạn lượt về, CLB TP.HCM tiếp tục hành trình đầy thử thách dù đã có bước chạy đà ổn định ở nửa đầu mùa. Với lịch thi đấu dày đặc và chiều sâu đội hình hạn chế, đội bóng chịu nhiều tổn thất về lực lượng khi các trụ cột lần lượt gặp chấn thương hoặc quá tải. Mặc dù từng có chuỗi bất bại từ vòng 8 đến 11, CLB TP.HCM sau đó sa sút rõ rệt, đặc biệt ở giai đoạn cuối mùa khi trải qua 6 trận liên tiếp không ghi bàn, để thua trước Sông Lam Nghệ An, Thép Xanh Nam Định và Hồng Lĩnh Hà Tĩnh, đồng thời đánh rơi điểm số quan trọng trước Bình Dương ngay trên sân nhà. Hàng công kém hiệu quả, khả năng dứt điểm hạn chế và sự thiếu ổn định trong vận hành chiến thuật là những vấn đề lớn được chính HLV Phùng Thanh Phương thừa nhận. Dù vậy, nhờ điểm số tích lũy ở giai đoạn đầu, đội bóng vẫn trụ vững trong nhóm an toàn. CLB TP.HCM kết thúc mùa giải với vị trí thứ 4, tương đối cao kể từ mùa giải 2019 đầy cảm xúc. Đáng chú ý nhất là thành tích ấn tượng trên sân nhà, giành 27 điểm sau 13 trận tại Thống Nhất với 9 thắng, 2 hòa, 2 thua, qua đó đội bóng Chiến hạm đỏ được xem là "vua sân nhà". Ngoài ra, TP.HCM còn nằm trong nhóm để lọt lưới ít nhất giải với chỉ 26 bàn thua sau 25 vòng - trở thành CLB sở hữu hàng thủ vững vàng nhất V.League 1.

#### Mùa giải 2024-25
Chuẩn bị cho mùa giải 2024-25, CLB TP.HCM dù cán đích vị trí thứ 4 mùa trước vẫn không giữ được bộ khung chính. Đội trưởng Ngô Tùng Quốc, cùng các trụ cột như Nguyễn Minh Tùng, Chu Văn Kiên lần lượt nói lời chia tay. Riêng Sầm Ngọc Đức trở lại đội bóng cũ Công An Hà Nội sau khi hết hạn cho mượn. Đội bóng đã nhanh chóng bổ sung lực lượng bằng những bản hợp đồng đáng chú ý, trong đó có việc ký dài hạn với thủ môn Patrik Lê Giang và tái hợp thủ môn Bùi Tiến Dũng, tạo nên cuộc cạnh tranh vị trí gắt gao trong khung gỗ. CLB TP.HCM tăng cường sức trẻ với sự góp mặt của Võ Hữu Việt Hoàng, Phan Nhật Thanh Long và Nguyễn Thái Quốc Cường từ Bà Rịa - Vũng Tàu, được xem như là những làn gió mới đầy tiềm năng cho Chiến hạm đỏ. Ở ngoại binh, CLB TP.HCM chiêu mộ ba cầu thủ mới trải đều ở cả ba tuyến gồm trung vệ Matheus Duarte (Brazil), tiền vệ nhập tịch Malaysia Endrick (mượn từ Johor Darul Ta'zim) và tiền đạo Erik Sorga - tuyển thủ Estonia.
Bắt đầu vòng đấu đầu tiên, CLB TP.HCM cầm hòa Thể Công-Viettel trong điều kiện sân trơn mưa lớn, với điểm sáng là cặp trung vệ Schmidt - Hoàng Phúc và màn trình diễn ấn tượng của Thanh Khôi. Tuy nhiên, từ vòng 4 đến vòng 7, đội sa sút với chuỗi trận không thắng, hàng công bế tắc và các ngoại binh gây thất vọng. Phải đến vòng 8, TP.HCM mới tìm lại cảm hứng bằng chiến thắng 2-1 trước Công An Hà Nội. Đội tiếp tục thể hiện tinh thần tích cực ở các trận hòa trước Hà Tĩnh và HAGL. CLB TP.HCM bổ sung tiền đạo mới Patryck Ferreira, nhằm thay thế Erik Sorga - người đã có chuỗi phong độ tệ hại với 1 bàn sau 11 trận đấu. Hy vọng sẽ có kết quả tốt ở hai vòng đấu cuối lượt đi nhưng CLB TP.HCM lại thất bại 0-2 trước Hải Phòng và bị Đông Á Thanh Hóa cầm hòa 2-2. Kết thúc lượt đi với 15 điểm sau 13 vòng, CLB TP.HCM tạm thời giữ vị trí an toàn. Dù vậy, chất lượng ngoại binh và sự thiếu ổn định vẫn là thách thức lớn trong cuộc đua trụ hạng ở lượt về. CLB TP.HCM tiếp tục cuộc đua trụ hạng với nhiều khó khăn về lực lượng và phong độ.
Trước thềm lượt về V.League 2024-25, CLB TP.HCM tăng cường lực lượng bằng việc chiêu mộ tiền đạo người Brazil João Pedro từ Sabah (Malaysia), thay thế Patryck Ferreira. Trong khi đó, Erik Sorga vẫn ở lại đội nhưng không được đăng ký thi đấu giai đoạn hai. Đội bóng cũng bổ sung Bùi Văn Bình - Vua phá lưới V.League 2 2023-24 từ Bà Rịa - Vũng Tàu. Ở chiều ngược lại, thủ môn Bùi Tiến Dũng cũng chia tay đội để chuyển đến SHB Đà Nẵng nhằm tìm kiếm cơ hội ra sân nhiều hơn.
Bước vào giai đoạn lượt về V.League 2024-25, CLB TP.HCM khởi đầu tích cực với 4 điểm từ hai vòng đầu khi hòa SHB Đà Nẵng và thắng Hoàng Anh Gia Lai trong trận “chung kết ngược” trên sân Thống Nhất. Tuy nhiên, phong độ không ổn định sớm trở lại khi họ để thua Quảng Nam 1-3 và hòa nhạt 1-1 với Sông Lam Nghệ An dù được chơi trên sân nhà. Các vòng sau đó chứng kiến nỗ lực trụ hạng trong thế chắp vá đội hình. Dù cầm hòa Nam Định và Công An Hà Nội ngay trên sân khách, đội lại bất ngờ thất bại 0-1 trước Hồng Lĩnh Hà Tĩnh trong trận đấu không tạo được cơ hội rõ rệt nào. Đến vòng 21, CLB TP.HCM đánh bại Đông Á Thanh Hóa 2-1, nhưng sau đó nhận 3 thất bại liên tiếp trước Hải Phòng, Hà Nội và Becamex Bình Dương - trong đó có trận thua đậm 1-5 trên sân Hàng Đẫy. Áp lực đè nặng khiến trận gặp Bình Định ở vòng 25 trở thành "chung kết trụ hạng". Với bàn thắng duy nhất của João Pedro, đội bóng Chiến hạm đỏ giành chiến thắng 1-0 và chính thức trụ hạng sớm một vòng. Kết thúc mùa giải, CLB TP.HCM giành 28 điểm sau 26 vòng đấu, xếp vị trí thứ 10 và tiếp tục góp mặt tại V.League 1 ở mùa giải 2025-26. CLB TP.HCM cũng sớm dừng bước tại Cúp Quốc gia 2024-25 sau thất bại trước Phù Đổng Ninh Bình trên loạt luân lưu, tiếp tục năm thứ ba liên tiếp không vượt qua được vòng loại.
Ngày 1 tháng 7 năm 2025, CLB TP.HCM chính thức chia tay HLV Phùng Thanh Phương và trợ lý Hứa Hiền Vinh sau khi kết thúc hợp đồng. Dù từng giúp đội trụ hạng thành công và đạt hạng tư V.League 1 mùa 2023–24, ông Phương không thể tiếp tục dẫn dắt đội do chưa có bằng HLV Pro AFC – điều kiện bắt buộc từ mùa giải 2026. Dù được đề nghị làm trợ lý cho HLV ngoại, ông đã từ chối. Ngay sau đó, CLB bắt đầu điều chỉnh lực lượng nhân sự với việc chia tay bốn cầu thủ gồm Nguyễn Minh Trung, Nguyễn Thanh Thảo, Joao Pedro và Endrick Dos Santos. Tiền vệ Hoàng Vĩnh Nguyên cũng rời đội để gia nhập HAGL. Tháng 8 năm 2025, CLB TP.HCM đưa 18 cầu thủ trẻ gồm các tài năng đến từ học viện BMG và chương trình liên kết với CLB Lyon sang Brazil tập huấn dài hạn tại CLB Gremio trong khuôn khổ hợp tác đào tạo 3 năm, nhằm phát triển lực lượng kế cận chất lượng cao.

### Dòng lịch sử của Đội bóng đá Công an Thành phố Hồ Chí Minh từ 1979 - 2002

#### 1979: Đội bóng công an Thành phố ra đời
Sau những năm bóng đá ba miền được tái thiết từ 1975–1978, ngành Công an Thành phố Hồ Chí Minh mong muốn xây dựng một đội bóng công an đại diện cho thành phố trên sân cỏ quốc gia. Vào khoảng năm 1979, dưới sự chỉ đạo của Ban Giám đốc Công an Thành phố, một đội bóng chính thức được thành lập với tên gọi Đội bóng đá Công an Thành phố Hồ Chí Minh.  

#### 1986 - 1992: Những mùa giải đầu tiên định hình tại hạng đấu cao nhất
Đội bóng Công an Thành phố Hồ Chí Minh bước vào giải hạng cao nhất từ mùa bóng 1986 và nhanh chóng khẳng định tham vọng ở sân chơi lớn. Tuy có sự khởi đầu khá tích cực khi lọt vào giai đoạn 2, đội vẫn còn thiếu bản lĩnh và kinh nghiệm để duy trì phong độ đến cuối giải. Những mùa sau đó, từ 1987 đến 1989, đội bóng vẫn miệt mài thi đấu nhưng không tạo được dấu ấn nào đáng kể, liên tiếp dừng bước ở các vòng bảng hoặc nhóm xếp hạng thấp. Mặc dù góp mặt ở giai đoạn 2 mùa giải 1989, Công an TP.HCM không thể vươn lên top đầu, qua đó bỏ lỡ cơ hội tham dự giải Các đội mạnh, sân chơi đỉnh cao mới của bóng đá Việt Nam. Đội phải tiếp tục thi đấu ở A1, khi giải này chính thức trở thành hạng đấu thứ hai từ năm 1990. 
Đến mùa giải 1991, đội bóng ngành công an trở lại hạng đấu cao nhất và bắt đầu ghi dấu ấn rõ rệt. Với lối chơi kỷ luật, họ vượt qua vòng bảng để tiến vào tứ kết, nơi họ chạm trán Cảng Sài Gòn trong một trận derby TP.HCM kịch tính. Dù thất bại chung cuộc, đây được xem là bước chạy đà quan trọng cho sự vươn lên trong những năm tiếp theo. Mùa 1992, Công an TP.HCM tiếp tục giữ vững phong độ khi lọt vào tứ kết, chỉ chịu dừng bước sau loạt sút luân lưu may rủi trước Sông Lam Nghệ An.

#### 1993 - 2001: Thời kì vàng son của bóng đá ngành Công an, trở thành một trong ba đội mạnh nhất của TP. Hồ Chí Minh
Mùa giải 1993–94 đánh dấu một trong những chiến dịch đáng nhớ nhất của đội. Từ giai đoạn 1 cho đến bán kết, Công an TP.HCM thể hiện phong độ ổn định, lần lượt vượt qua nhiều đối thủ sừng sỏ để ghi tên mình vào trận chung kết toàn thành với Cảng Sài Gòn. Trên sân Thống Nhất, trong một trận derby giàu cảm xúc, dù chơi đầy nỗ lực, họ phải chấp nhận thất bại 0–2 và giành ngôi Á quân Vô địch quốc gia lần đầu tiên trong lịch sử.
Không lâu sau đó, đến mùa giải 1995, đội bóng ngành công an viết nên chương sử hào hùng khi lần đầu tiên lên ngôi vô địch quốc gia. Hành trình của họ đầy bản lĩnh khi vượt qua nhiều đối thủ, trong đó có trận chung kết tổng thắng 3–1 trước Thừa Thiên Huế. Trần Minh Chiến trở thành người hùng với danh hiệu Vua phá lưới (14 bàn), góp phần đưa Công an TP.HCM lên đỉnh vinh quang.
Tiếp đà thăng hoa, mùa giải 1996 chứng kiến đội dẫn đầu vòng bảng và thẳng tiến đến trận chung kết. Tuy nhiên, một thất bại đầy tiếc nuối 1–3 trước Đồng Tháp, kèm theo vụ ẩu đả nghiêm trọng với trọng tài khiến tiền đạo chủ lực Lê Huỳnh Đức bị cấm thi đấu 6 tháng, đã khiến họ không chỉ mất chức vô địch mà còn bị tước quyền tham dự Cúp Quốc gia. Dù vậy, Huỳnh Đức vẫn kịp ghi đến 25 bàn và giành danh hiệu Vua phá lưới, một minh chứng cho đẳng cấp vượt trội.
Ở mùa giải 1997, giải đấu chuyển sang thể thức vòng tròn 2 lượt. Công an TP.HCM thi đấu ổn định và về đích ở vị trí thứ 4, đồng thời tiếp tục góp mặt ở Cúp Dunhill. Trong khuôn khổ Cúp Quốc gia, họ lọt vào đến bán kết nhưng lại gục ngã trước người hàng xóm Cảng Sài Gòn.
Mùa bóng 1998 lại là một cột mốc vàng son khác, khi đội kết thúc Hạng Nhất ở vị trí thứ 3 và lần đầu tiên lên ngôi vô địch Cúp Quốc gia – sau hành trình ấn tượng đánh bại cả Cảng Sài Gòn và Hải Quan trong các trận derby TP.HCM. Lê Huỳnh Đức cũng được bầu chọn là Cầu thủ xuất sắc nhất giải, tiếp tục khẳng định vai trò đầu tàu của mình. Cùng năm, đội thi đấu một trận giao hữu được phát trên sóng quốc gia với câu lạc bộ bán chuyên nghiệp San Francisco Bay Seals và giành chiến thắng chung cuộc 3–1. Đây là trận đấu đánh dấu lần đầu một bóng của Mỹ thi đấu tại Việt Nam sau khi kết thúc chiến tranh.

Biểu trưng của đội bóng Công an TP.HCM khoảng những năm 1999 - 2002

Giải tập huấn mùa xuân 1999 chứng kiến đội dẫn đầu bảng đấu nhưng dừng bước ở bán kết sau thất bại 0–3 trước Công an Hà Nội. Dù đây không phải giải đấu chính thức, phong độ ấn tượng của đội tiếp tục được duy trì sang mùa giải 1999–2000, nơi họ kết thúc ở vị trí Á quân quốc gia lần thứ ba, đồng thời ghi nhiều bàn nhất giải với 40 pha lập công. Tuy nhiên, trong trận chung kết Cúp Quốc gia năm đó, đội lại để thua Cảng Sài Gòn một lần nữa, khép lại mùa giải với hai lần về nhì đầy tiếc nuối.
Bước sang mùa 2000–01 với tên gọi mới là V-League, đội bóng có phần chững lại, nhưng vẫn đủ sức giành quyền dự Cúp C2 châu Á. Dưới sự xoay tua trên băng ghế huấn luyện với ba HLV khác nhau, đội vẫn kịp mang về danh hiệu vô địch Cúp Quốc gia sau khi đánh bại Công an Hà Nội trong trận chung kết, một trận derby ngành đầy cảm xúc. Tiền đạo người Pháp David Serene trở thành vua phá lưới giải đấu với 5 bàn, góp công lớn trong hành trình đăng quang.

#### 2002: Chuyển đổi mô hình thành chuyên nghiệp, chia tay tên gọi Công an Thành phố sau hơn 20 năm
Mùa giải 2001–02 đánh dấu dấu chấm hết cho hành trình 23 năm của đội bóng Công an TP.HCM - một trong những biểu tượng lớn của bóng đá Sài Gòn những năm cuối thế kỷ 20. Sau 11 vòng đấu thì vào chiều ngày 28 tháng 2 năm 2002, đội bóng Công an TP.HCM chính thức chuyển giao cho Công ty Cổ phần Thể thao Đông Á, đánh dấu sự ra đời của CLB Ngân hàng Đông Á TP.HCM, khép lại giai đoạn thi đấu dưới màu áo lực lượng công an. Trước đó, đội Công an vẫn kịp để lại chiếc vé góp mặt ở bán kết Cúp Quốc gia và sau đó CLB Ngân hàng Đông Á dừng bước trước Huế bởi luật bàn thắng sân khách.
Sự chuyển mình của bóng đá Việt Nam theo hướng chuyên nghiệp hóa, nơi tài chính và mô hình doanh nghiệp trở thành xương sống đã khiến nhiều đội bóng gắn với cơ chế bao cấp không thể trụ vững, và Công an TP.HCM cũng không ngoại lệ. Trước trận đấu cuối cùng trong tên gọi cũ, HLV Nguyễn Đạt Hùng khi ấy từng nghẹn ngào nói: “Cả đội rất luyến tiếc một truyền thống gần 20 năm. Nhưng bóng đá chuyên nghiệp là phải vậy. Chúng tôi sẽ quyết tâm chơi trận cuối cùng thật đẹp mắt, để khi chia tay màu áo cũ, không có gì phải hổ thẹn với chính mình”.
Từ một tập thể giàu tính kỷ luật và đoàn kết, đội bóng Công an TP.HCM đã từng là mái nhà của những tài năng xuất chúng, là cái nôi sản sinh ra nhiều danh thủ góp phần xây dựng đội tuyển Việt Nam như Lê Huỳnh Đức, Trần Minh Chiến, Phùng Thanh Phương hay Nguyễn Việt Thắng. Việc không còn tên gọi Công an Thành phố là một hồi kết của một thời kỳ rực rỡ, đầy tự hào trong lịch sử bóng đá thành phố mang tên Bác. Cái tên "Công an TP.HCM" dần lùi vào quá khứ, để lại trong lòng người hâm mộ một nỗi luyến tiếc khôn nguôi.

### Dòng lịch sử của Câu lạc bộ Công an Thành phố Hồ Chí Minh từ 2025

#### 2025 - nay: Chuyển giao và đổi tên thành CLB Bóng đá Công an Thành phố Hồ Chí Minh

##### Mùa giải 2025-26
Trước bối cảnh tài chính khó khăn và thiếu ổn định về chiến lược phát triển, phương án đưa đội bóng về dưới sự quản lý của Công an TP.HCM được xúc tiến. Ngày 8 tháng 7 năm 2025, lãnh đạo UBND TP.HCM đã họp với các bên liên quan và thống nhất chủ trương chuyển giao đội bóng cho ngành công an, hướng đến việc đổi tên thành CLB Công an TP.HCM. Đến ngày 14 tháng 7 năm 2025, Liên đoàn Bóng đá Việt Nam chính thức phê duyệt đề xuất đổi tên, qua đó công nhận tên gọi mới là Câu lạc bộ Bóng đá Công an Thành phố Hồ Chí Minh, áp dụng từ mùa giải 2025–26 trên toàn bộ hệ thống các giải bóng đá chuyên nghiệp quốc nội. Việc đổi tên được thực hiện theo đề nghị của CLB và được thông qua bởi Ban Chấp hành LĐBĐVN theo quy định tại Điều 8 Quy chế Bóng đá chuyên nghiệp.

Biểu trưng của CLB Công an TP.HCM từ mùa giải 2025-26

Theo phát biểu ở buổi lễ xuất quân của CLB: "Logo CLB Công an TP.HCM được thiết kế với nhiều chi tiết giàu ý nghĩa. Ở trung tâm phía trên là huy hiệu Công an Nhân dân, khẳng định rõ nguồn gốc và bản sắc của đội bóng, thể hiện đây không chỉ là một CLB thể thao mà còn là đại diện tiêu biểu cho ngành Công an Thành phố. Bao quanh huy hiệu là hình quả bóng trên nền đỏ, biểu trưng cho tinh thần thi đấu và niềm đam mê bất tận, đồng thời nhấn mạnh sự chuyên nghiệp và định hướng lấy bóng đá làm trọng tâm. Hai ngôi sao hai bên đại diện cho khát vọng vươn lên, tinh thần quả cảm và lý tưởng cao đẹp phụng sự Tổ quốc, Nhân dân, đúng với truyền thống và phẩm chất lực lượng Công an Nhân dân Việt Nam. Nổi bật trên nền đỏ là dòng chữ “Câu lạc bộ Bóng đá Công an Thành phố Hồ Chí Minh” với sắc trắng, biểu tượng cho sự trong sạch và liêm chính, khẳng định rõ tên tuổi, bản sắc và vị thế địa phương. Ngay bên dưới, con số 1979 - năm thành lập đội bóng Công an TP.HCM – như một lời nhắc nhở về truyền thống lâu đời, gắn liền với hành trình không chỉ mang đậm hơi thở thể thao mà còn trọn vẹn nghĩa vụ vì dân, vì nước. Màu đỏ tượng trưng cho sức mạnh, quyết tâm và tinh thần bất khuất; màu vàng là ánh sáng chiến thắng, vinh quang và màu cờ Tổ quốc; màu trắng biểu thị sự minh bạch, đạo đức và phẩm chất trong sáng của người chiến sĩ Công an."
Trước thềm mùa giải mới, đội bóng có nhiều thay đổi quan trọng về nhân sự trên cả băng ghế huấn luyện lẫn lực lượng cầu thủ. Cựu danh thủ Lê Huỳnh Đức – người từng khoác áo và dẫn dắt đội bóng Công an TP.HCM trước đây – được mời trở lại trong vai trò huấn luyện viên trưởng, cùng với các trợ lý Phùng Thanh Phương, Hoàng Hùng và Châu Trí Cường. Về lực lượng, đội giữ lại nhiều cầu thủ trụ cột từ CLB TP.HCM trước đó, tiêu biểu như thủ môn Patrik Lê Giang, tiền vệ Endrick, trung vệ Trần Hoàng Phúc, tiền vệ trẻ Nguyễn Thái Quốc Cường, Võ Huy Toàn... Bên cạnh đó, ban huấn luyện cũng tăng cường nhiều tân binh giàu kinh nghiệm từ các CLB khác nhằm củng cố chiều sâu đội hình. Đáng chú ý có sự góp mặt của Quả bóng vàng Việt Nam 2024 – tiền đạo Nguyễn Tiến Linh (từ Becamex Bình Dương), tiền vệ Phạm Đức Huy (từ CLB Thép Xanh Nam Định), Đặng Văn Lắm (từ CLB Quảng Nam), Phạm Văn Luân (từ Công An Hà Nội), Nguyễn Đức Phú (từ PVF-CAND) và hậu vệ Lê Quang Hùng (từ SHB Đà Nẵng). 

## Sân vận động

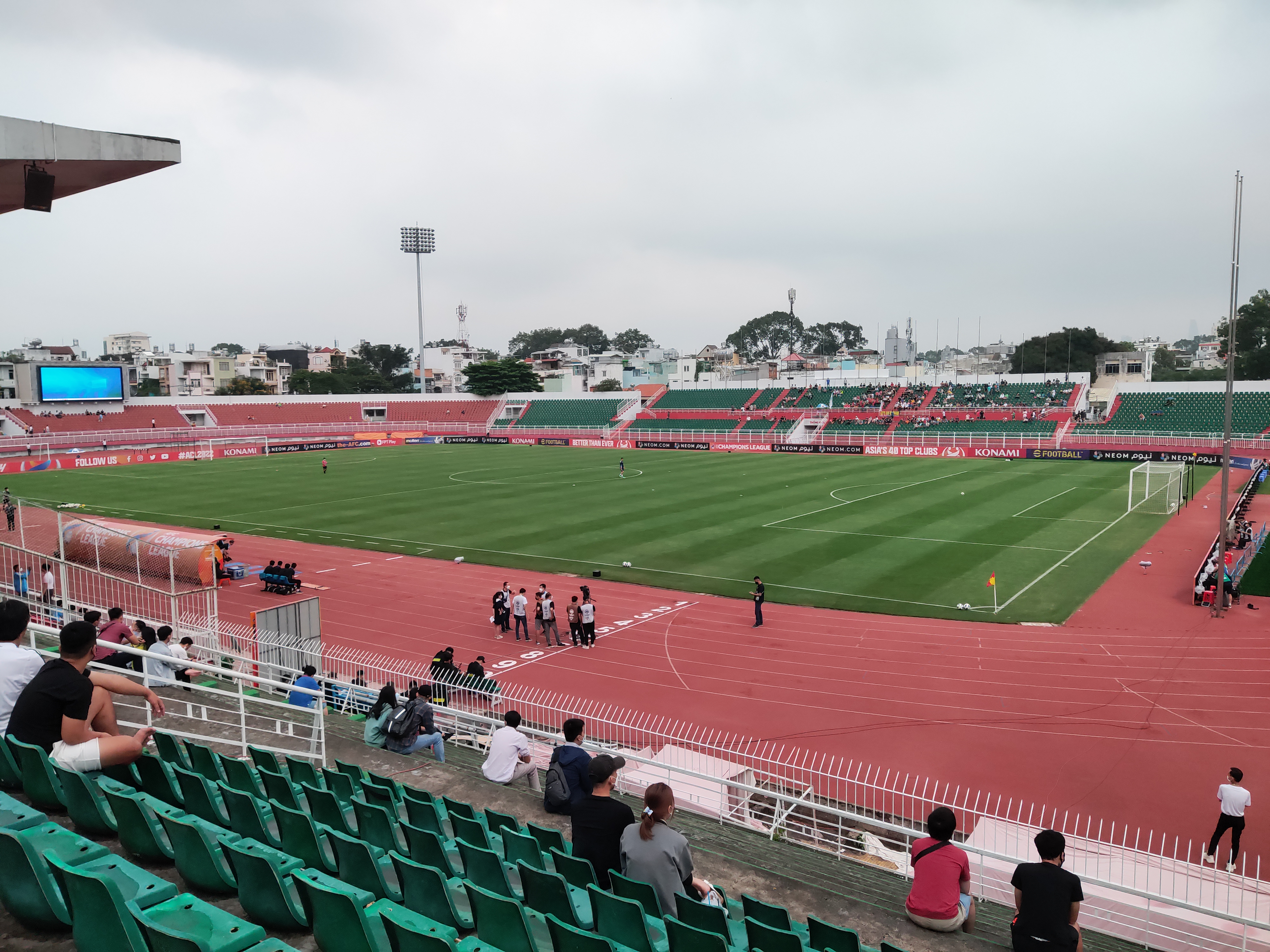
SVĐ Thống Nhất, Thành phố Hồ Chí Minh

Sân Thống Nhất có sức chứa 20.000 chỗ ngồi, là sân nhà của CLB Công an Thành phố Hồ Chí Minh. được hoàn thành năm 1931, sân Thống Nhất từng là sân bóng sôi động với các trận bóng đá hấp dẫn. Tuy nhiên, kể từ ngày Cảng Sài Gòn xuống hạng, sân ngày càng vắng người xem và xuống cấp trầm trọng.
Năm 2017, sau khi trở lại V.League 1, CLB đã tiến hành thay đổi và nâng cấp sân vận động. Từ 2018, lắp đặt ghế cho khán đài B, C, D, lắp đặt mới ghế VIP cho khán đài A. CLB cũng trang bị biển quảng cáo LED trị giá 2 triệu USD, cabin ban huấn luyện và phòng thay đồ cho 2 đội được nâng cấp theo tiêu chuẩn châu Âu, cùng với đó là dàn đèn 1600 lux. Năm 2019, CLB thay mới mặt sân bằng mặt cỏ lá kim với chi phí gần 7 tỷ đồng.
Hiện tại, sân nằm trong số các sân vận động có chất lượng tốt nhất ở Việt Nam.

## Kình địch

### Câu lạc bộ bóng đá Hà Nội
Do là cuộc đấu giữa những câu lạc bộ từ những thành phố lớn nhất cả nước nên các cuộc đối đầu giữa đội bóng áo tím với CLB Công an TP.HCM luôn diễn ra hết sức kịch tính. Trận đấu ở TP.HCM cũng luôn diễn ra với những khán đài chật kín. Dưới sân, không thiếu các tình huống trên mức cần thiết nên thẻ phạt luôn là điểm dễ nhận thấy của cặp đấu này. Có thời điểm, cuộc đối đầu giữa hai câu lạc bộ được coi là "siêu kinh điển" của bóng đá Việt Nam. Trận đấu giữa hai đội luôn có những tình huống quyết định gây tranh cãi của các trọng tài, đỉnh điểm là trận đấu mùa 2020, CLB Công an TP.HCM bị từ chối hai tình huống phạt đền, dẫn đến thất bại 0-3. Về sau, những trận đấu giữa CLB Công an TP.HCM và Hà Nội thường khá là một chiều nghiêng về cho đội bóng thủ đô.

### Câu lạc bộ bóng đá Becamex TP. Hồ Chí Minh
CLB Công an TP.HCM và Becamex TP.HCM là hai đại diện phía nam dự sân chơi cao nhất Việt Nam là V.League 1. CLB Công an TP.HCM khi đối đầu với Becamex TP.HCM (thời điểm còn là Becamex Bình Dương) luôn được coi là derby Đông Nam Bộ, các trận luôn diễn ra hết sức kịch tính. Đỉnh điểm là mùa giải 2023 khi hai đội rơi vào khủng hoảng nhân sự và phải rơi vào nhóm đua trụ hạng. Dưới sân, không thiếu các tình huống trên mức cần thiết nên thẻ phạt luôn là điểm dễ nhận thấy của cặp đấu này. ở lượt đấu cuối hai đội hòa nhau 0-0 qua đó 2 đại diện miền Đông Nam Bộ chính thức trụ hạng. Sau đợt sắp xếp và chỉnh sửa bộ máy hành chính vào năm 2025, Becamex Bình Dương được xếp thuộc khu vực Thành phố Hồ Chí Minh, đổi tên thành CLB Becamex TP. Hồ Chí Minh. Kể từ đó, các trận đấu giữa Becamex TP.HCM và CLB Công an TP.HCM chính thức trở thành derby Thành phố.

## Nhà tài trợ

### Trang phục thi đấu
| Giai đoạn | Hãng áo đấu | Nhà tài trợ in lên áo 1 | Nhà tài trợ in lên áo 2 | Nhà tài trợ in lên áo 3 | Nhà tài trợ in lên áo 4 |
| --------- | ----------- | ----------------------- | ----------------------- | ----------------------- | ----------------------- |
| 2009      | không có    | VNSTEEL                 | Petrolimex JICO         | không có                | không có                |
| 2010      | không có    | VNSTEEL                 | không có                | không có                | không có                |
| 2011      | không có    | VNSTEEL                 | SSSC                    | không có                | không có                |
| 2012      | không có    | không có                | không có                | không có                | không có                |
| 2013-2014 | không có    | không có                | không có                | không có                | không có                |
| 2015-2016 | không có    | LS                      | không có                | không có                | không có                |
| 2017      | Mizuno      | Acecook                 | không có                | không có                | không có                |
| 2018      | Mizuno      | Acecook                 | CityLand                | không có                | không có                |
| 2019      | Zaicro      | CityLand                | Berjava                 | không có                | không có                |
| 2020      | Kappa       | CityLand                | không có                | không có                | không có                |
| 2021      | Kelme       | CityLand                | Bamboo Airways          | Vạn Thịnh Phát          | ESSOCO                  |
| 2022      | Kelme       | Viva Land               | SCB                     | Bamboo Airways          | không có                |
| 2023      | Kelme       | Phú Mỹ Hưng             | muRata                  |                         | không có                |
| 2023–24   | Jogarbola   | Mansion Sports          |                         |                         | không có                |

| 1975-2002 | 2011-2012 | 2013 | 2014-2015 | 2016      | 2017 | 2018 | 2019 |
| 2020      | 2021      | 2022 | 2023-2024 | 2024-2025 |      |      |      |

| 1975-2002 | 2014-2015 | 2016 | 2017    | 2018    | 2019 |
| 2020      | 2021      | 2022 | 2023–24 | 2024–25 |      |

| 2023–24 |

### Nhà tài trợ chính
- Jogarbola
- Phú Mỹ Hưng
- Mansion Sports
- Phu Hung Life Insurance
- Phu Hung Securities
- Phu Hung Assurance
- Phu Hung Fund Management
- Ocany
- California Fitness & Yoga
- Starbalm Sport Care
- Pocari Sweat
- Seventy 70
- Avison Young
- VNPAY

## Đội hình
Tính đến 6 tháng 8 năm 2025
Ghi chú: Quốc kỳ chỉ đội tuyển quốc gia được xác định rõ trong điều lệ tư cách FIFA. Các cầu thủ có thể giữ hơn một quốc tịch ngoài FIFA.
| Số | VT | Quốc gia | Cầu thủ                                    |
| -- | -- | -------- | ------------------------------------------ |
| 1  | TM | Việt Nam | Nguyễn Tân                                 |
| 4  | HV | Brasil   | Matheus Felipe                             |
| 6  | TV | Việt Nam | Võ Huy Toàn                                |
| 8  | TV | Việt Nam | Nguyễn Vũ Tín                              |
| 11 | TV | Việt Nam | Tẩy Văn Toàn (cho mượn từ PVF-CAND)        |
| 12 | TV | Việt Nam | Phạm Văn Luân (cho mượn từ Công An Hà Nội) |
| 13 | HV | Việt Nam | Khổng Minh Gia Bảo                         |
| 14 | TV | Malaysia | Endrick                                    |
| 15 | TV | Việt Nam | Phạm Đức Huy                               |
| 19 | TV | Việt Nam | Nguyễn Thái Quốc Cường                     |
| 20 | HV | Việt Nam | Võ Hữu Việt Hoàng                          |
| 21 | TV | Việt Nam | Đào Quốc Gia                               |

| Số | VT | Quốc gia               | Cầu thủ                               |
| -- | -- | ---------------------- | ------------------------------------- |
| 22 | TĐ | Việt Nam               | Nguyễn Tiến Linh (đội trưởng)         |
| 23 | TV | Việt Nam               | Đặng Văn Lắm                          |
| 26 | TV | Việt Nam               | Dương Văn Hào                         |
| 27 | TĐ | Việt Nam               | Bùi Văn Bình                          |
| 28 | HV | Việt Nam               | Trần Hoàng Phúc                       |
| 34 | HV | Việt Nam               | Lê Quang Hùng                         |
| 39 | TV | Việt Nam               | Nguyễn Đức Phú (cho mượn từ PVF-CAND) |
| 45 | TĐ | Cộng hòa Dân chủ Congo | Noel Mbo                              |
| 51 | TV | Việt Nam               | Chu Văn Kiên                          |
| 67 | TM | Việt Nam               | Nguyễn Mạnh Cường                     |
| 89 | TM | Slovakia               | Patrik Le Giang                       |
| 90 | HV | Việt Nam               | Trần Mạnh Cường                       |

### Không nằm trong danh sách thi đấu
Ghi chú: Quốc kỳ chỉ đội tuyển quốc gia được xác định rõ trong điều lệ tư cách FIFA. Các cầu thủ có thể giữ hơn một quốc tịch ngoài FIFA.
| Số | VT | Quốc gia               | Cầu thủ        |
| -- | -- | ---------------------- | -------------- |
| 7  | ST | Cộng hòa Dân chủ Congo | Samuel Bastien |

### Cho mượn
Ghi chú: Quốc kỳ chỉ đội tuyển quốc gia được xác định rõ trong điều lệ tư cách FIFA. Các cầu thủ có thể giữ hơn một quốc tịch ngoài FIFA.
| Số | VT | Quốc gia | Cầu thủ                                       |
| -- | -- | -------- | --------------------------------------------- |
| 19 | HV | Việt Nam | Adriano Schmidt (cho mượn đến Becamex TP.HCM) |

| Số | VT | Quốc gia | Cầu thủ                                            |
| -- | -- | -------- | -------------------------------------------------- |
| 27 | TV | Việt Nam | Phan Nhật Thanh Long (cho mượn đến Becamex TP.HCM) |

## Thành phần ban huấn luyện
| Chức vụ                    | Tên                     |
| -------------------------- | ----------------------- |
| Chủ tịch Câu lạc bộ        | Lương Đức Minh          |
| Trưởng đoàn                | Nguyễn Cao Trí          |
| Phó trưởng đoàn            | Nguyễn Minh Thức        |
| Huấn luyện viên trưởng     | Lê Huỳnh Đức            |
| Trợ lý huấn luyện viên     | Nguyễn Văn Đông         |
| Trợ lý huấn luyện viên     | Bùi Anh Tuấn            |
| Trợ lý huấn luyện viên     | Phùng Thanh Phương      |
| Trợ lý huấn luyện viên     | Hoàng Hùng              |
| Huấn luyện viên thủ môn    | Châu Trí Cường          |
| Huấn luyện viên thể lực    | Vieira Bispo Rafael     |
| Phân tích viên             | Ngô Xuân Nghĩa          |
| Bác sĩ                     | An Văn Pháp             |
| Bác sĩ                     | Đặng Hiếu Hảo           |
| Chuyên gia vật lý trị liệu | B.D. Santos Luiz Felipe |
| Phiên dịch                 | Nguyễn Hưng Phát        |
| Hậu cần                    | Huỳnh Tấn Trí Thông     |

## Các huấn luyện viên trong lịch sử
| Các huấn luyện viên trưởng của CLB Thành phố Hồ Chí Minh \| - 1975-1983: Nguyễn Thành Sự - 1983-2003: Phạm Huỳnh Tam Lang - 2003-2007: Đặng Trần Chỉnh - 2007-2007: Võ Hoàng Bửu - 2007-2009: Lư Đình Tuấn - 2009: Đặng Trần Chỉnh - 2009-2010: Võ Hoàng Bửu - 2010: Nguyễn Phúc Nguyên Chương - 2010: Lư Đình Tuấn - 2010-2011: Vjeran Simunic - 2011: Huỳnh Hồng Sơn - 2011-2012: Srdan Zivojnov \| - 2013: Đoàn Minh Xương - 2013-2014: Sudesh Singh - 2014-2015: Phùng Thanh Phương - 2015-2017: Lư Đình Tuấn - 2017: Alain Fiard - 2018: Miura Toshiya - 2019-2020: Chung Hae-seong - 1/2021-8/2021: Alexandre Pölking - 2021-2022: Trần Minh Chiến - 8/2022-9/2022: Trương Việt Hoàng - 9/2022-11/2023: Vũ Tiến Thành - 11/2023-6/2025: Phùng Thanh Phương \| | |
| - 1975-1983: Nguyễn Thành Sự - 1983-2003: Phạm Huỳnh Tam Lang - 2003-2007: Đặng Trần Chỉnh - 2007-2007: Võ Hoàng Bửu - 2007-2009: Lư Đình Tuấn - 2009: Đặng Trần Chỉnh - 2009-2010: Võ Hoàng Bửu - 2010: Nguyễn Phúc Nguyên Chương - 2010: Lư Đình Tuấn - 2010-2011: Vjeran Simunic - 2011: Huỳnh Hồng Sơn - 2011-2012: Srdan Zivojnov | - 2013: Đoàn Minh Xương - 2013-2014: Sudesh Singh - 2014-2015: Phùng Thanh Phương - 2015-2017: Lư Đình Tuấn - 2017: Alain Fiard - 2018: Miura Toshiya - 2019-2020: Chung Hae-seong - 1/2021-8/2021: Alexandre Pölking - 2021-2022: Trần Minh Chiến - 8/2022-9/2022: Trương Việt Hoàng - 9/2022-11/2023: Vũ Tiến Thành - 11/2023-6/2025: Phùng Thanh Phương |

| Các huấn luyện viên trưởng của Đội bóng đá Công an Thành phố Hồ Chí Minh \| - 1987-1988 Nguyễn Văn Vinh - 1998: Lê Hữu Tường - 1999: Hồ Văn Thu - 2000: Jules Accorsi \| - 2000-1/2001: Lê Quang Ninh - 1/2001-4/2001: Nguyễn Văn Vinh - 4/2001-2/2002: Nguyễn Đạt Hùng \| |                                                                                                |
| - 1987-1988 Nguyễn Văn Vinh - 1998: Lê Hữu Tường - 1999: Hồ Văn Thu - 2000: Jules Accorsi | - 2000-1/2001: Lê Quang Ninh - 1/2001-4/2001: Nguyễn Văn Vinh - 4/2001-2/2002: Nguyễn Đạt Hùng |

| Các huấn luyện viên trưởng của CLB Công an Thành phố Hồ Chí Minh \| - 8/2025-nay: Lê Huỳnh Đức \| |
| - 8/2025-nay: Lê Huỳnh Đức                                                                        |

## Thành tích thi đấu

### Trong nước
| Chú giải màu sắc | Chú giải màu sắc |
| ---------------- | ---------------- |
| Vô địch          |                  |
| Á quân           |                  |
| Hạng ba          |                  |
| Hạng tư          |                  |
| Thăng hạng       |                  |
| Tranh trụ hạng   | Thắng play-off   |
| Tranh trụ hạng   | Thua play-off    |
| Xuống hạng       |                  |

| Thành tích của Thành phố Hồ Chí Minh từ khi V.League được thành lập | Thành tích của Thành phố Hồ Chí Minh từ khi V.League được thành lập | Thành tích của Thành phố Hồ Chí Minh từ khi V.League được thành lập | Thành tích của Thành phố Hồ Chí Minh từ khi V.League được thành lập | Thành tích của Thành phố Hồ Chí Minh từ khi V.League được thành lập | Thành tích của Thành phố Hồ Chí Minh từ khi V.League được thành lập | Thành tích của Thành phố Hồ Chí Minh từ khi V.League được thành lập | Thành tích của Thành phố Hồ Chí Minh từ khi V.League được thành lập | Thành tích của Thành phố Hồ Chí Minh từ khi V.League được thành lập | Thành tích của Thành phố Hồ Chí Minh từ khi V.League được thành lập | Thành tích của Thành phố Hồ Chí Minh từ khi V.League được thành lập | Thành tích của Thành phố Hồ Chí Minh từ khi V.League được thành lập | Thành tích của Thành phố Hồ Chí Minh từ khi V.League được thành lập |
| Năm                                                                 | Hạng đấu                                                            | Hạng đấu                                                            | Hạng đấu                                                            | Hạng đấu                                                            | Thành tích                                                          | St                                                                  | T                                                                   | H                                                                   | B                                                                   | Bt                                                                  | Bb                                                                  | Điểm                                                                |
| Năm                                                                 | I                                                                   | II                                                                  | III                                                                 | IV                                                                  | Thành tích                                                          | St                                                                  | T                                                                   | H                                                                   | B                                                                   | Bt                                                                  | Bb                                                                  | Điểm                                                                |
| ------------------------------------------------------------------- | ------------------------------------------------------------------- | ------------------------------------------------------------------- | ------------------------------------------------------------------- | ------------------------------------------------------------------- | ------------------------------------------------------------------- | ------------------------------------------------------------------- | ------------------------------------------------------------------- | ------------------------------------------------------------------- | ------------------------------------------------------------------- | ------------------------------------------------------------------- | ------------------------------------------------------------------- | ------------------------------------------------------------------- |
| 2000–01                                                             |                                                                     |                                                                     |                                                                     |                                                                     | Thứ 4                                                               | 18                                                                  | 7                                                                   | 6                                                                   | 5                                                                   | 29                                                                  | 21                                                                  | 27                                                                  |
| 2001–02                                                             |                                                                     |                                                                     |                                                                     |                                                                     | Vô địch                                                             | 18                                                                  | 9                                                                   | 5                                                                   | 4                                                                   | 20                                                                  | 16                                                                  | 32                                                                  |
| 2003                                                                |                                                                     |                                                                     |                                                                     |                                                                     | Thứ 11                                                              | 22                                                                  | 4                                                                   | 7                                                                   | 11                                                                  | 26                                                                  | 41                                                                  | 19                                                                  |
| 2004                                                                |                                                                     |                                                                     |                                                                     |                                                                     | Vô địch                                                             | 22                                                                  | 15                                                                  | 5                                                                   | 2                                                                   | 51                                                                  | 18                                                                  | 50                                                                  |
| 2005                                                                |                                                                     |                                                                     |                                                                     |                                                                     | Thứ 8                                                               | 22                                                                  | 6                                                                   | 9                                                                   | 7                                                                   | 26                                                                  | 30                                                                  | 27                                                                  |
| 2006                                                                |                                                                     |                                                                     |                                                                     |                                                                     | Thứ 10                                                              | 24                                                                  | 7                                                                   | 8                                                                   | 9                                                                   | 35                                                                  | 38                                                                  | 29                                                                  |
| 2007                                                                |                                                                     |                                                                     |                                                                     |                                                                     | Thứ 8                                                               | 26                                                                  | 8                                                                   | 10                                                                  | 8                                                                   | 41                                                                  | 40                                                                  | 34                                                                  |
| 2008                                                                |                                                                     |                                                                     |                                                                     |                                                                     | Thứ 5                                                               | 26                                                                  | 11                                                                  | 6                                                                   | 9                                                                   | 35                                                                  | 35                                                                  | 39                                                                  |
| 2009                                                                |                                                                     |                                                                     |                                                                     |                                                                     | Thứ 13                                                              | 26                                                                  | 8                                                                   | 5                                                                   | 13                                                                  | 34                                                                  | 44                                                                  | 29                                                                  |
| 2010                                                                |                                                                     |                                                                     |                                                                     |                                                                     | Thứ 10                                                              | 24                                                                  | 7                                                                   | 6                                                                   | 11                                                                  | 28                                                                  | 42                                                                  | 27                                                                  |
| 2011                                                                |                                                                     |                                                                     |                                                                     |                                                                     | Thứ 11                                                              | 26                                                                  | 6                                                                   | 10                                                                  | 10                                                                  | 29                                                                  | 36                                                                  | 28                                                                  |
| 2012                                                                |                                                                     |                                                                     |                                                                     |                                                                     | Thứ 14                                                              | 26                                                                  | 5                                                                   | 8                                                                   | 13                                                                  | 36                                                                  | 54                                                                  | 23                                                                  |
| 2013                                                                |                                                                     |                                                                     |                                                                     |                                                                     | Thứ 4                                                               | 12                                                                  | 6                                                                   | 1                                                                   | 5                                                                   | 14                                                                  | 11                                                                  | 16                                                                  |
| 2014                                                                |                                                                     |                                                                     |                                                                     |                                                                     | Thứ 7                                                               | 14                                                                  | 3                                                                   | 4                                                                   | 7                                                                   | 11                                                                  | 19                                                                  | 13                                                                  |
| 2015                                                                |                                                                     |                                                                     |                                                                     |                                                                     | Thứ 3                                                               | 14                                                                  | 7                                                                   | 3                                                                   | 4                                                                   | 19                                                                  | 13                                                                  | 24                                                                  |
| 2016                                                                |                                                                     |                                                                     |                                                                     |                                                                     | Vô địch                                                             | 18                                                                  | 12                                                                  | 3                                                                   | 3                                                                   | 38                                                                  | 15                                                                  | 39                                                                  |
| 2017                                                                |                                                                     |                                                                     |                                                                     |                                                                     | Thứ 12                                                              | 26                                                                  | 6                                                                   | 7                                                                   | 13                                                                  | 29                                                                  | 46                                                                  | 25                                                                  |
| 2018                                                                |                                                                     |                                                                     |                                                                     |                                                                     | Thứ 12                                                              | 26                                                                  | 7                                                                   | 6                                                                   | 13                                                                  | 37                                                                  | 45                                                                  | 27                                                                  |
| 2019                                                                |                                                                     |                                                                     |                                                                     |                                                                     | Thứ 2                                                               | 26                                                                  | 14                                                                  | 6                                                                   | 6                                                                   | 41                                                                  | 29                                                                  | 48                                                                  |
| 2020                                                                |                                                                     |                                                                     |                                                                     |                                                                     | Thứ 5                                                               | 20                                                                  | 8                                                                   | 4                                                                   | 8                                                                   | 30                                                                  | 26                                                                  | 28                                                                  |
| 2021                                                                |                                                                     |                                                                     |                                                                     |                                                                     | Mùa giải bị hủy vì COVID-19                                         | Mùa giải bị hủy vì COVID-19                                         | Mùa giải bị hủy vì COVID-19                                         | Mùa giải bị hủy vì COVID-19                                         | Mùa giải bị hủy vì COVID-19                                         | Mùa giải bị hủy vì COVID-19                                         | Mùa giải bị hủy vì COVID-19                                         | Mùa giải bị hủy vì COVID-19                                         |
| 2022                                                                |                                                                     |                                                                     |                                                                     |                                                                     | Thứ 9                                                               | 24                                                                  | 6                                                                   | 7                                                                   | 11                                                                  | 23                                                                  | 34                                                                  | 25                                                                  |
| 2023                                                                |                                                                     |                                                                     |                                                                     |                                                                     | Thứ 13                                                              | 18                                                                  | 4                                                                   | 3                                                                   | 11                                                                  | 21                                                                  | 32                                                                  | 15                                                                  |
| 2023–24                                                             |                                                                     |                                                                     |                                                                     |                                                                     | Thứ 4                                                               | 26                                                                  | 11                                                                  | 7                                                                   | 8                                                                   | 30                                                                  | 26                                                                  | 40                                                                  |
| 2024–25                                                             |                                                                     |                                                                     |                                                                     |                                                                     | Thứ 10                                                              | 26                                                                  | 6                                                                   | 10                                                                  | 10                                                                  | 19                                                                  | 36                                                                  | 28                                                                  |
| 2025–26                                                             |                                                                     |                                                                     |                                                                     |                                                                     |                                                                     |                                                                     |                                                                     |                                                                     |                                                                     |                                                                     |                                                                     |                                                                     |

| Thành tích của Công an Thành phố Hồ Chí Minh từ khi thành lập giải vô địch quốc gia | Thành tích của Công an Thành phố Hồ Chí Minh từ khi thành lập giải vô địch quốc gia | Thành tích của Công an Thành phố Hồ Chí Minh từ khi thành lập giải vô địch quốc gia | Thành tích của Công an Thành phố Hồ Chí Minh từ khi thành lập giải vô địch quốc gia | Thành tích của Công an Thành phố Hồ Chí Minh từ khi thành lập giải vô địch quốc gia | Thành tích của Công an Thành phố Hồ Chí Minh từ khi thành lập giải vô địch quốc gia | Thành tích của Công an Thành phố Hồ Chí Minh từ khi thành lập giải vô địch quốc gia | Thành tích của Công an Thành phố Hồ Chí Minh từ khi thành lập giải vô địch quốc gia | Thành tích của Công an Thành phố Hồ Chí Minh từ khi thành lập giải vô địch quốc gia | Thành tích của Công an Thành phố Hồ Chí Minh từ khi thành lập giải vô địch quốc gia | Thành tích của Công an Thành phố Hồ Chí Minh từ khi thành lập giải vô địch quốc gia | Thành tích của Công an Thành phố Hồ Chí Minh từ khi thành lập giải vô địch quốc gia | Thành tích của Công an Thành phố Hồ Chí Minh từ khi thành lập giải vô địch quốc gia |
| Năm                                                                                 | Hạng đấu                                                                            | Hạng đấu                                                                            | Hạng đấu                                                                            | Hạng đấu                                                                            | Thành tích                                                                          | St                                                                                  | T                                                                                   | H                                                                                   | B                                                                                   | Bt                                                                                  | Bb                                                                                  | Điểm                                                                                |
| Năm                                                                                 | I                                                                                   | II                                                                                  | III                                                                                 | IV                                                                                  | Thành tích                                                                          | St                                                                                  | T                                                                                   | H                                                                                   | B                                                                                   | Bt                                                                                  | Bb                                                                                  | Điểm                                                                                |
| ----------------------------------------------------------------------------------- | ----------------------------------------------------------------------------------- | ----------------------------------------------------------------------------------- | ----------------------------------------------------------------------------------- | ----------------------------------------------------------------------------------- | ----------------------------------------------------------------------------------- | ----------------------------------------------------------------------------------- | ----------------------------------------------------------------------------------- | ----------------------------------------------------------------------------------- | ----------------------------------------------------------------------------------- | ----------------------------------------------------------------------------------- | ----------------------------------------------------------------------------------- | ----------------------------------------------------------------------------------- |
| 1986                                                                                |                                                                                     |                                                                                     |                                                                                     |                                                                                     | Thứ 6                                                                               | 15                                                                                  | 5                                                                                   | 5                                                                                   | 5                                                                                   | 24                                                                                  | 22                                                                                  | 15                                                                                  |
| 1987                                                                                |                                                                                     |                                                                                     |                                                                                     |                                                                                     | Thứ 4 bảng C g.đ. 2                                                                 | 19                                                                                  | 6                                                                                   | 4                                                                                   | 9                                                                                   | 17                                                                                  | 17                                                                                  | 16                                                                                  |
| 1989                                                                                |                                                                                     |                                                                                     |                                                                                     |                                                                                     | Thứ 7 bảng A g.đ. 2                                                                 | 15                                                                                  | 3                                                                                   | 4                                                                                   | 8                                                                                   | 17                                                                                  | 18                                                                                  | 10                                                                                  |
| 1990                                                                                |                                                                                     |                                                                                     |                                                                                     |                                                                                     | Không rõ                                                                            | Không rõ thành tích cụ thể                                                          | Không rõ thành tích cụ thể                                                          | Không rõ thành tích cụ thể                                                          | Không rõ thành tích cụ thể                                                          | Không rõ thành tích cụ thể                                                          | Không rõ thành tích cụ thể                                                          | Không rõ thành tích cụ thể                                                          |
| 1991                                                                                |                                                                                     |                                                                                     |                                                                                     |                                                                                     | Đồng thứ 5                                                                          | 12                                                                                  | 4                                                                                   | 4                                                                                   | 4                                                                                   | 15                                                                                  | 14                                                                                  | 12                                                                                  |
| 1992                                                                                |                                                                                     |                                                                                     |                                                                                     |                                                                                     | Đồng thứ 5                                                                          | Không rõ thành tích cụ thể                                                          | Không rõ thành tích cụ thể                                                          | Không rõ thành tích cụ thể                                                          | Không rõ thành tích cụ thể                                                          | Không rõ thành tích cụ thể                                                          | Không rõ thành tích cụ thể                                                          | Không rõ thành tích cụ thể                                                          |
| 1993–94                                                                             |                                                                                     |                                                                                     |                                                                                     |                                                                                     | Á quân                                                                              | 18                                                                                  | 9                                                                                   | 5                                                                                   | 4                                                                                   | 27                                                                                  | 17                                                                                  | 23                                                                                  |
| 1995                                                                                |                                                                                     |                                                                                     |                                                                                     |                                                                                     | Vô địch                                                                             | 16                                                                                  | 12                                                                                  | –                                                                                   | 4                                                                                   | 31                                                                                  | 19                                                                                  | 24                                                                                  |
| 1996                                                                                |                                                                                     |                                                                                     |                                                                                     |                                                                                     | Á quân                                                                              | 27                                                                                  | 14                                                                                  | 5                                                                                   | 8                                                                                   | 60                                                                                  | 35                                                                                  | 47                                                                                  |
| 1997                                                                                |                                                                                     |                                                                                     |                                                                                     |                                                                                     | Thứ 4                                                                               | 22                                                                                  | 9                                                                                   | 6                                                                                   | 7                                                                                   | 35                                                                                  | 29                                                                                  | 33                                                                                  |
| 1998                                                                                |                                                                                     |                                                                                     |                                                                                     |                                                                                     | Thứ 3                                                                               | 26                                                                                  | 12                                                                                  | 8                                                                                   | 6                                                                                   | 41                                                                                  | 31                                                                                  | 44                                                                                  |
| 1999                                                                                |                                                                                     |                                                                                     |                                                                                     |                                                                                     | Đồng thứ 3                                                                          | 7                                                                                   | 4                                                                                   | 1                                                                                   | 2                                                                                   | 7                                                                                   | 6                                                                                   | 13                                                                                  |
| 1999–00                                                                             |                                                                                     |                                                                                     |                                                                                     |                                                                                     | Thứ 2                                                                               | 24                                                                                  | 12                                                                                  | 6                                                                                   | 6                                                                                   | 40                                                                                  | 27                                                                                  | 42                                                                                  |
| 2000–01                                                                             |                                                                                     |                                                                                     |                                                                                     |                                                                                     | Thứ 5                                                                               | 18                                                                                  | 8                                                                                   | 2                                                                                   | 8                                                                                   | 26                                                                                  | 23                                                                                  | 26                                                                                  |
| 2001–02                                                                             |                                                                                     |                                                                                     |                                                                                     |                                                                                     | Thứ 3                                                                               | 18                                                                                  | 7                                                                                   | 5                                                                                   | 6                                                                                   | 25                                                                                  | 20                                                                                  | 26                                                                                  |
| 2003–2004                                                                           |                                                                                     |                                                                                     |                                                                                     |                                                                                     | Thi đấu với tên Ngân hàng Đông Á                                                    | Thi đấu với tên Ngân hàng Đông Á                                                    | Thi đấu với tên Ngân hàng Đông Á                                                    | Thi đấu với tên Ngân hàng Đông Á                                                    | Thi đấu với tên Ngân hàng Đông Á                                                    | Thi đấu với tên Ngân hàng Đông Á                                                    | Thi đấu với tên Ngân hàng Đông Á                                                    | Thi đấu với tên Ngân hàng Đông Á                                                    |
| 2005                                                                                |                                                                                     |                                                                                     |                                                                                     |                                                                                     | Thi đấu với tên Ngân hàng Đông Á                                                    | Thi đấu với tên Ngân hàng Đông Á                                                    | Thi đấu với tên Ngân hàng Đông Á                                                    | Thi đấu với tên Ngân hàng Đông Á                                                    | Thi đấu với tên Ngân hàng Đông Á                                                    | Thi đấu với tên Ngân hàng Đông Á                                                    | Thi đấu với tên Ngân hàng Đông Á                                                    | Thi đấu với tên Ngân hàng Đông Á                                                    |
| 2006                                                                                |                                                                                     |                                                                                     |                                                                                     |                                                                                     | Thi đấu với tên Sơn Đồng Tâm Long An                                                | Thi đấu với tên Sơn Đồng Tâm Long An                                                | Thi đấu với tên Sơn Đồng Tâm Long An                                                | Thi đấu với tên Sơn Đồng Tâm Long An                                                | Thi đấu với tên Sơn Đồng Tâm Long An                                                | Thi đấu với tên Sơn Đồng Tâm Long An                                                | Thi đấu với tên Sơn Đồng Tâm Long An                                                | Thi đấu với tên Sơn Đồng Tâm Long An                                                |
| 2007–2008                                                                           |                                                                                     |                                                                                     |                                                                                     |                                                                                     | Thi đấu với tên Xi măng Vinakansai Ninh Bình                                        | Thi đấu với tên Xi măng Vinakansai Ninh Bình                                        | Thi đấu với tên Xi măng Vinakansai Ninh Bình                                        | Thi đấu với tên Xi măng Vinakansai Ninh Bình                                        | Thi đấu với tên Xi măng Vinakansai Ninh Bình                                        | Thi đấu với tên Xi măng Vinakansai Ninh Bình                                        | Thi đấu với tên Xi măng Vinakansai Ninh Bình                                        | Thi đấu với tên Xi măng Vinakansai Ninh Bình                                        |
| 2009                                                                                |                                                                                     |                                                                                     |                                                                                     |                                                                                     | Thi đấu với tên Xi măng The Vissai Ninh Bình                                        | Thi đấu với tên Xi măng The Vissai Ninh Bình                                        | Thi đấu với tên Xi măng The Vissai Ninh Bình                                        | Thi đấu với tên Xi măng The Vissai Ninh Bình                                        | Thi đấu với tên Xi măng The Vissai Ninh Bình                                        | Thi đấu với tên Xi măng The Vissai Ninh Bình                                        | Thi đấu với tên Xi măng The Vissai Ninh Bình                                        | Thi đấu với tên Xi măng The Vissai Ninh Bình                                        |
| 2010–2014                                                                           |                                                                                     |                                                                                     |                                                                                     |                                                                                     | Thi đấu với tên Xi măng The Vissai Ninh Bình                                        | Thi đấu với tên Xi măng The Vissai Ninh Bình                                        | Thi đấu với tên Xi măng The Vissai Ninh Bình                                        | Thi đấu với tên Xi măng The Vissai Ninh Bình                                        | Thi đấu với tên Xi măng The Vissai Ninh Bình                                        | Thi đấu với tên Xi măng The Vissai Ninh Bình                                        | Thi đấu với tên Xi măng The Vissai Ninh Bình                                        | Thi đấu với tên Xi măng The Vissai Ninh Bình                                        |
| 2015                                                                                |                                                                                     |                                                                                     |                                                                                     |                                                                                     | Thi đấu với tên Xi măng The Vissai Ninh Bình                                        | Thi đấu với tên Xi măng The Vissai Ninh Bình                                        | Thi đấu với tên Xi măng The Vissai Ninh Bình                                        | Thi đấu với tên Xi măng The Vissai Ninh Bình                                        | Thi đấu với tên Xi măng The Vissai Ninh Bình                                        | Thi đấu với tên Xi măng The Vissai Ninh Bình                                        | Thi đấu với tên Xi măng The Vissai Ninh Bình                                        | Thi đấu với tên Xi măng The Vissai Ninh Bình                                        |
| 2016–2025                                                                           | Ngừng hoạt động                                                                     | Ngừng hoạt động                                                                     | Ngừng hoạt động                                                                     | Ngừng hoạt động                                                                     | Ngừng hoạt động                                                                     | Ngừng hoạt động                                                                     | Ngừng hoạt động                                                                     | Ngừng hoạt động                                                                     | Ngừng hoạt động                                                                     | Ngừng hoạt động                                                                     | Ngừng hoạt động                                                                     | Ngừng hoạt động                                                                     |
| 2025–26                                                                             |                                                                                     |                                                                                     |                                                                                     |                                                                                     | Chưa xác định                                                                       | Chưa xác định                                                                       | Chưa xác định                                                                       | Chưa xác định                                                                       | Chưa xác định                                                                       | Chưa xác định                                                                       | Chưa xác định                                                                       | Chưa xác định                                                                       |

| Cúp Quốc gia 1992 (Đội bóng đá Cảng Sài Gòn)         | Vô địch        |
| Cúp Quốc gia 1993 (Đội bóng đá Cảng Sài Gòn)         | Vòng loại      |
| Cúp Quốc gia 1994 (Đội bóng đá Cảng Sài Gòn)         | Á quân         |
| Cúp Quốc gia 1995 (Đội bóng đá Cảng Sài Gòn)         | Vòng loại      |
| Cúp Quốc gia 1996 (Đội bóng đá Cảng Sài Gòn)         | Á quân         |
| Cúp Quốc gia 1997 (Đội bóng đá Cảng Sài Gòn)         | Á quân         |
| Cúp Quốc gia 1998 (Đội bóng đá Cảng Sài Gòn)         | Tứ kết         |
| Cúp Quốc gia 1999-2000 (Đội bóng đá Cảng Sài Gòn)    | Vô địch        |
| Cúp Quốc gia 2000-01 (CLB Cảng Sài Gòn)              | Tứ kết         |
| Cúp Quốc gia 2001-02 (CLB Cảng Sài Gòn)              | Vòng 3         |
| Cúp Quốc gia 2003 (CLB Thép Miền Nam - Cảng Sài Gòn) | Tứ kết         |
| Cúp Quốc gia 2004 (CLB Thép Miền Nam - Cảng Sài Gòn) | Vòng 2         |
| Cúp Quốc gia 2005 (CLB Thép Miền Nam - Cảng Sài Gòn) | Vòng 1         |
| Cúp Quốc gia 2006 (CLB Thép Miền Nam - Cảng Sài Gòn) | Tứ kết         |
| Cúp Quốc gia 2007 (CLB Thép Miền Nam - Cảng Sài Gòn) | Vòng 1/8       |
| Cúp Quốc gia 2008 (CLB Thép Miền Nam - Cảng Sài Gòn) | Vòng loại      |
| Cúp Quốc gia 2009 (CLB Thành phố Hồ Chí Minh)        | Vòng loại      |
| Cúp Quốc gia 2010 (CLB Thành phố Hồ Chí Minh)        | Vòng loại      |
| Cúp Quốc gia 2011 (CLB Thành phố Hồ Chí Minh)        | Vòng loại      |
| Cúp Quốc gia 2012 (CLB Thành phố Hồ Chí Minh)        | Vòng loại      |
| Cúp Quốc gia 2013 (CLB Thành phố Hồ Chí Minh)        | Không tham gia |
| Cúp Quốc gia 2014 (CLB Thành phố Hồ Chí Minh)        | Vòng loại      |
| Cúp Quốc gia 2015 (CLB Thành phố Hồ Chí Minh)        | Vòng loại      |
| Cúp Quốc gia 2016 (CLB Thành phố Hồ Chí Minh)        | Vòng loại      |
| Cúp Quốc gia 2017 (CLB Thành phố Hồ Chí Minh)        | Tứ kết         |
| Cúp Quốc gia 2018 (CLB Thành phố Hồ Chí Minh)        | Vòng 1/8       |
| Cúp Quốc gia 2019 (CLB Thành phố Hồ Chí Minh)        | Hạng 3         |
| Cúp Quốc gia 2020 (CLB Thành phố Hồ Chí Minh)        | Hạng 3         |
| Cúp Quốc gia 2022 (CLB Thành phố Hồ Chí Minh)        | Vòng 1/8       |
| Cúp Quốc gia 2023 (CLB Thành phố Hồ Chí Minh)        | Vòng loại      |
| Cúp Quốc gia 2023/24 (CLB Thành phố Hồ Chí Minh)     | Vòng loại      |
| Cúp Quốc gia 2024/25 (CLB Thành phố Hồ Chí Minh)     | Vòng loại      |

### Quốc tế
| Mùa giải | Giải đấu                | Vòng đấu              | Đối thủ                | Sân nhà | Sân khách |
| -------- | ----------------------- | --------------------- | ---------------------- | ------- | --------- |
| 1993-94  | Asian Cup Winners' Cup  | Vòng 1                | Sarawak FA             | (w/o)1  | (w/o)1    |
| 1993-94  | Asian Cup Winners' Cup  | Vòng 2                | Semen Padang           | 1-1     | 0-1       |
| 1995     | Asian Club Championship | Vòng 1                | Pahang FA              | (w/o)2  | (w/o)2    |
| 1998-99  | Asian Club Championship | Vòng 1                | Pohang Steelers        | 0-4     | 0-2       |
| 2000-01  | Asian Cup Winners' Cup  | Vòng 1                | Singapore Armed Forces | 0-0     | 2-0       |
| 2000-01  | Asian Cup Winners' Cup  | Vòng 2                | Shimizu S-Pulse        | 0-2     | 0-4       |
| 2002-03  | Asian Club Championship | Vòng loại             | Churchill Brothers     | 0-2     | 1-0       |
| 20203    | AFC Champions League    | Vòng loại thứ hai     | Buriram United         | 1-2     | 1-2       |
| 20203    | AFC Cup                 | Vòng bảng Khu vực ĐNÁ | Yangon United          | Hủy bỏ  | 2-2       |
| 20203    | AFC Cup                 | Vòng bảng Khu vực ĐNÁ | Hougang United         | Hủy bỏ  | 3-2       |
| 20203    | AFC Cup                 | Vòng bảng Khu vực ĐNÁ | Laos Toyota            | Hủy bỏ  | 2-0       |

1 Sarawak FA bỏ cuộc.
2 Đội bóng Cảng Sài Gòn rút lui.
3 Giải đấu đã bị AFC hủy bỏ do bùng phát dịch COVID-19.

## Danh hiệu chính thức

### Tổng cộng danh hiệu từ Cảng Sài Gòn/Thành phố Hồ Chí Minh và Công an Thành phố Hồ Chí Minh (cũ)

#### Giải bóng đá vô địch quốc gia Việt Nam
- V.League 1
  - Vô địch (5): 1986, 1995, 1993–94, 1997, 2001–02
  - Á quân (4): 1993-94, 1996, 1999-2000, 2019
  - Hạng 3 (5): 1991, 1995, 1998, 1999, 2001-02
- Cúp Cửu Long
  - Vô địch (1): 1977, 1978, 1979[1]
- V.League 2
  - Vô địch (2): 2004, 2016
  - Hạng 3 (1): 2015

#### Giải bóng đá vô địch các đội mạnh miền Nam
- Vô địch (2): 1985, 1988
- Á quân (3): 1986, 1989, 1990

#### Giải A1 Thành phố Hồ Chí Minh
- Vô địch (4): 1977, 1978, 1979, 1982
- Á quân (3): 1980, 1984, 1985
- Hạng 3 (1): 1983

#### Cúp
- Cúp quốc gia
  - Vô địch (4): 1992, 1998, 1999–2000, 2000-01
  - Á quân (4): 1994, 1996, 1997, 1999-2000
- Siêu cúp quốc gia Việt Nam
  - Tham dự (4): 1999, 2000, 2002, 2019

#### Giải đấu khác
- Đại hội Thể thao 3 nước Đông Dương
  - Vô địch (1): 1990

- Cúp bóng đá TP.HCM
  - Tham dự (2)[57]: 1993, 1994
- Cúp Liên Cảng Quốc tế
  - Vô địch (1): 1994
  - Á quân (1): 1992
- Cúp Liên đoàn Bóng đá Bình Dương
  - Vô địch (1): 1997
- Cúp BTV
  - Vô địch (3): 1997, 1999, 2000
  - Á quân (1): 2001
- Hội thao các cảng biển ASEAN – APA SPORT
  - Vô địch (1): 2000
- Cúp An Giang
  - Vô địch (1): 2003
- Cúp Kinh đô - Vinacapital
  - Vô địch (1): 2009
- Cúp Thiên Long
  - Hạng 4 (1): 2019
- Cúp Tứ hùng HTV
  - Hạng 3 (1): 2020
- Cúp Tứ hùng LPBank
  - Á quân (1): 2024

### Kế thừa Cảng Sài Gòn/Thành phố Hồ Chí Minh

#### Giải bóng đá vô địch quốc gia Việt Nam
- V.League 1
  - Vô địch (4): 1986, 1993–94, 1997, 2001–02
  - Á quân (1): 2019
  - Hạng 3 (2): 1991, 1995
- Cúp Cửu Long
  - Vô địch (1): 1977, 1978, 1979[1]
- V.League 2
  - Vô địch (2): 2004, 2016
  - Hạng 3 (1): 2015

#### Giải bóng đá vô địch các đội mạnh miền Nam
- Vô địch (2): 1985, 1988
- Á quân (3): 1986, 1989, 1990

#### Giải A1 Thành phố Hồ Chí Minh
- Vô địch (4): 1977, 1978, 1979, 1982
- Á quân (3): 1980, 1984, 1985
- Hạng 3 (1): 1983

#### Cúp
- Cúp quốc gia
  - Vô địch (2): 1992, 1999–2000
  - Á quân (3): 1994, 1996, 1997
- Siêu cúp quốc gia Việt Nam
  - Tham dự (3): 2000, 2002, 2019

#### Giải đấu khác
- Đại hội Thể thao 3 nước Đông Dương
  - Vô địch (1): 1990

- Cúp bóng đá TP.HCM
  - Tham dự (2)[58]: 1993, 1994
- Cúp Liên Cảng Quốc tế
  - Vô địch (1): 1994
  - Á quân (1): 1992
- Cúp Liên đoàn Bóng đá Bình Dương
  - Vô địch (1): 1997
- Cúp BTV
  - Vô địch (3): 1997, 1999, 2000
  - Á quân (1): 2001
- Hội thao các cảng biển ASEAN – APA SPORT
  - Vô địch (1): 2000
- Cúp An Giang
  - Vô địch (1): 2003
- Cúp Kinh đô - Vinacapital
  - Vô địch (1): 2009
- Cúp Thiên Long
  - Hạng 4 (1): 2019
- Cúp Tứ hùng HTV
  - Hạng 3 (1): 2020
- Cúp Tứ hùng LPBank
  - Á quân (1): 2024

### Kế thừaCông an Thành phố Hồ Chí Minh cũ

#### Giải bóng đá vô địch quốc gia Việt Nam
- V.League 1
  - Vô địch (1): 1995
  - Á quân (3): 1993-94, 1996, 1999-2000
  - Huy chương đồng (3): 1998, 1999, 2001-02

- Cúp Quốc gia
  - Vô địch (2): 1998, 2000-01
  - Á quân (1): 1999-2000

## Biểu trưng của đội bóng qua từng giai đoạn

### Giai đoạn CLB Bóng đá Thành phố Hồ Chí Minh

1997–2001
2001–2003
2003–2008
2009–2010
2011–2012
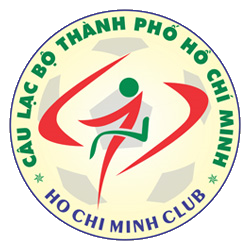
2013–2016
2017
2018–2022
2023–2025

### Giai đoạn Đội bóng đá Công an Thành phố Hồ Chí Minh

Khoảng 1999-2002

### Giai đoạn CLB Bóng đá Công an Thành phố Hồ Chí Minh

2025-nay